# Nazionale maschile di rugby a 15 dell'Italia
La nazionale maschile italiana di rugby a 15 è la selezione di rugby a 15 (o Rugby union) che rappresenta l'Italia in ambito internazionale maschile.
Attiva dal 1929, opera sotto la giurisdizione della Federazione Italiana Rugby.
La nazionale italiana è impegnata annualmente nel torneo del Sei Nazioni, che la vede di fronte alle migliori compagini nazionali europee: Francia, Galles, Inghilterra, Irlanda e Scozia.
In precedenza, dal 1936 fino al 1997, prese parte al campionato europeo, torneo del quale vinse proprio l'ultima edizione alla quale partecipò, nel biennio 1995-97.
Inoltre, fin dalla sua prima edizione (1987), l'Italia è sempre presente alla Coppa del Mondo di rugby, competizione nella quale non è mai, tuttavia, riuscita a superare la prima fase a gironi.
Il commissario tecnico della squadra è l'argentino Gonzalo Quesada, in carica dal 1º gennaio 2024.
Figura fin dal 2000 nel novero delle nazionali maschili di prima fascia (gruppo che comprende le squadre del Sei Nazioni e quelle del Rugby Championship).
All’11 novembre 2024 la squadra occupa la 10ª posizione del ranking World Rugby.

## Storia

### Le origini del rugby in Italia

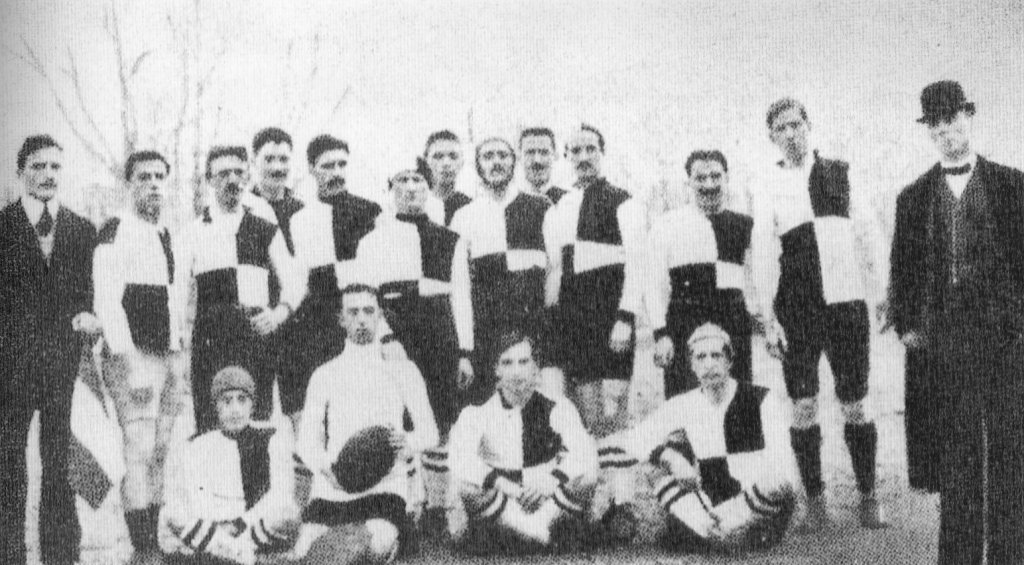
Una formazione dell'U.S. Milanese di rugby. In piedi a sinistra Stefano Bellandi

Il rugby, al pari del calcio, apparve in Italia verso la fine del XIX secolo, ivi portato dai britannici che facevano scalo al porto di Genova; la diffusione massiccia del gioco, comunque, fu dovuta all'opera di un pioniere italiano emigrato oltralpe, Stefano Bellandi; questi, nato nel 1892 in provincia di Cremona, dovette rientrare in Italia per svolgere il servizio militare e, avendo conosciuto il rugby in Francia, si adoperò per diffonderlo anche in patria.
Bellandi, grazie all'aiuto di un amico francese che viveva in Italia, riuscì a mettere in piedi una sezione rugbistica presso l'Unione Sportiva Milanese, storica società calcistica oramai scomparsa, che all'epoca competeva nel campionato nazionale al pari delle concittadine Inter (con la quale poi si fuse alla fine degli anni venti) e Milan.
Tuttavia, già nella primavera del 1910 si era tenuto a Torino un incontro secondo le regole del rugby tra due compagini calcistiche non italiane, il Servette di Ginevra e lo SC Universitaire di Parigi, finito 40-3 per i francesi; sulla scia di tale evento, il 18 giugno successivo nacque il primo club rugbistico italiano, il Torino, scioltosi dopo un solo incontro, disputato contro la Pro Vercelli, club calcistico tra i più forti dell'epoca.
Benché, quindi, Torino vanti la primogenitura del rugby in Italia, fu a Milano che la nuova disciplina ebbe il suo pieno sviluppo.
Il primo incontro dell'U.S. Milanese si tenne all'Arena Civica di Milano il 2 aprile 1911 contro una compagine francese, che si impose 15-0; ma, come riportò la Gazzetta dello Sport, gli spettatori furono entusiasti dello spettacolo, tanto che poco meno di un anno dopo, agli inizi del 1912, la squadra milanese organizzò un altro incontro, a Vercelli, contro l'U.S. Chambéry.
Anche in tale occasione si trattò di una sconfitta, anche se di minore entità (i francesi vinsero 12-3).
Poi giunse la Grande Guerra e di rugby in tutta Europa si ricominciò a parlare a partire dai primi anni venti.

### La nascita della federazione e della nazionale
Dopo il conflitto fu, ancora, Stefano Bellandi a tentare di rilanciare la disciplina: chiese ospitalità allo Sport Club Italia, del cui presidente Algiso Rampoldi era amico e, con la collaborazione di alcuni amici, rimise in piedi una squadra rugbistica, benché raffazzonata ed estemporanea, che si fece comunque conoscere dal grande pubblico grazie alla stampa; il 26 luglio 1927 fu alfine costituito un comitato di propaganda che costituì il preludio alla nascita di una federazione nazionale che disciplinasse l'attività rugbistica, nel frattempo diffusasi in tutta la penisola (a parte Milano, anche Torino, Udine, Roma, Napoli e altre città).
Il 29 settembre 1928 a Roma vide la luce la Federazione Italiana Rugby.
Roma, Stadio Nazionale, 22 aprile 1935, ore 15:40 GMT+1
FRANCIA — ITALIA 44-6
Marcatori: 2’ e 4’ Finat; 6’ Blond (tr. Chaud); 43’, 48’ e 68’ (tr. Chaud) Fretet; 59’ Coderc; 67’ Laurent; 70’ Vinci IV; 71’ Marescalchi; 77’ Dorot (tr. Chaud); 80+3’ Boyer (tr. Chaud).
ITALIA: Centinari; Cazzini, Piana (41' Rizzoli), Vinci III, Cesani; Vinci IV (c), de Marchis; Sgorbati, Visentin (41' Marescalchi), Carloni (41' Caccia Dominioni), de Angelis, Albonico, Maestri, Bottonelli, Tagliabue
Allenatore: Julien Saby.
FRANCIA: Chaud; Finat, Desclaux, Coderc, Fretet; Boyer, Servole (c); Dupont, Raynal, Blond, Dorot, Camel, Laurent, Bigot, Ollivier.
Allenatori: Joseph Lanusse e Allan Muhr.
Arbitro:  Léopold Mailhan
Spettatori: 8000
La nazionale nacque quasi contemporaneamente all'istituzione del primo campionato italiano: il 20 maggio 1929, allo Stadio dell'Esposizione del Montjuïc di Barcellona, vi fu l'esordio contro l'altrettanto debuttante selezione spagnola, arbitro il francese Brutus.
Davanti a 62000 spettatori e alla presenza del re Alfonso XIII gli iberici (in realtà una selezione catalana ufficialmente rivestita con i colori della Spagna) si imposero 9-0.
Gli uomini di quel primo incontro di Barcellona furono Dondana, Cesani, Dora, Vinci II, Vinci III, Vinci IV, Modonesi, Balducci, Paselli, Raffo, Allevi, Barzaghi, Altissimi, Bottonelli, Bricchi.
Roma e Milano si divisero in parti uguali la rappresentanza: sei atleti dalla Capitale, sponda Lazio, inclusi i fratelli Vinci, altrettanti dall'ex U.S. Milanese, oramai fusa con l'Ambrosiana-Inter.
Brescia contribuì con due uomini; ma il capitano proveniva dalla Michelin Torino (Dondana).
Un anno più tardi, il 29 maggio 1930 gli spagnoli restituirono la visita per quello che fu il primo incontro interno dell'Italia: all'Arena di Milano gli Azzurri, per l'occasione ancora in maglia quasi completamente bianca, vinsero 3-0.

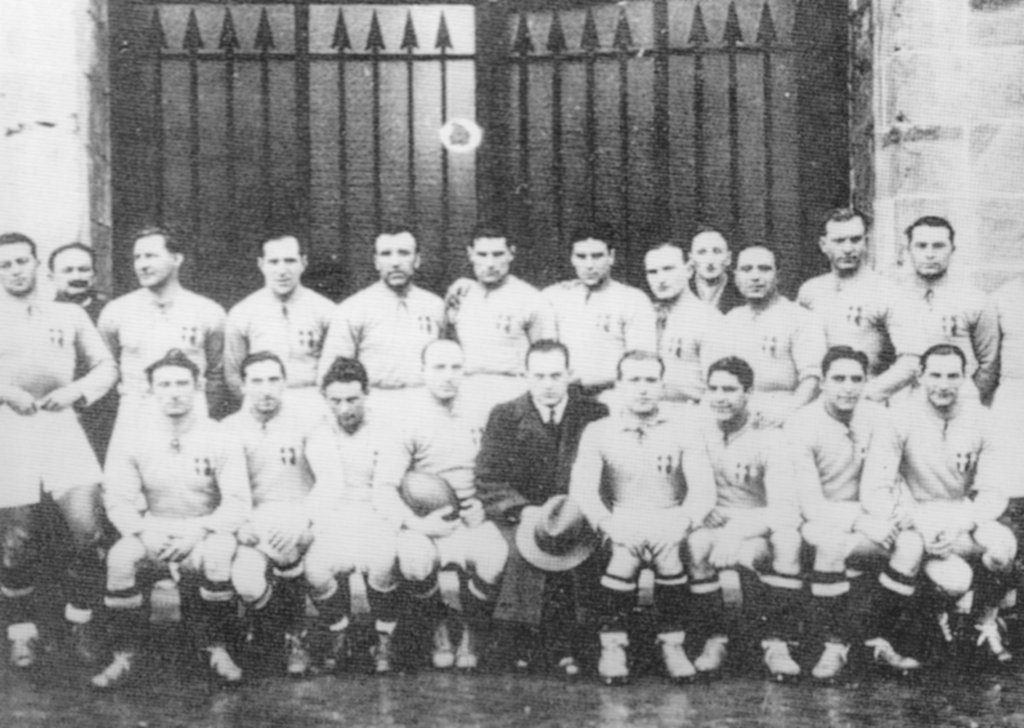
Una formazione della nazionale italiana del 1933

Una polemica di carattere politico-organizzativo per ragioni mai chiarite, verosimilmente relativa alla disciplina dei propri tesserati, portò allo scioglimento della F.I.R. e al passaggio dell'organizzazione del rugby nazionale a un apposito direttorio istituito in seno alla Federazione Italiana Giuoco Calcio.
L'organismo di governo fu successivamente ricostituito come Federazione Italiana della Palla Ovale, poi rinominato, per ragioni autarchiche, Federazione Italiana Rugbi.
Nella prima metà degli anni trenta la nazionale si confrontò con le più forti selezioni dell'Europa continentale (le quattro britanniche dell'IRB costituendo di fatto una realtà a loro stante), Cecoslovacchia (sconfitta due volte, a Milano e Praga, nel corso del 1933), Romania (vittoria a Milano per 7-0 nel 1934) e Catalogna (pareggio per 5-5 a Barcellona nel 1934).
Prima sconfitta dopo l'esordio, a Roma nel 1935 contro la Francia che, fino al 1983, fu l'unica squadra di alto livello fuori dall'IRFB e, fino al 1988, l'unica del Cinque Nazioni, a concedere all'Italia test match ufficiali.
Il 2 gennaio 1934 l'Italia, la Francia e la Germania, capifila di un fronte che propugnava la formazione di una federazione internazionale alternativa all'IRB, istituirono a Parigi insieme ad altre federazioni nazionali europee la Fédération Internationale de Rugby Amateur o FIRA (o FIRA, oggi Rugby Europe), confederazione alternativa all'allora International Rugby Football Union (oggi nota come World Rugby).
La neonata associazione istituì un torneo, originariamente chiamato Torneo FIRA (poi Coppa delle Nazioni e Coppa FIRA), di fatto un campionato europeo di rugby a cui l'Italia prese parte fino al 1997.
La nazionale italiana prese parte a due delle tre edizioni del Torneo FIRA d'anteguerra, classificandosi in un'occasione terza, nell'altra seconda.
Entrambi i trofei furono vinti dalla Francia, che peraltro si impose in 25 edizioni sulle 30 in totale cui prese parte.
L'attività proseguì per quanto possibile durante la guerra: il campionato si tenne fino al 1943 e la nazionale andò avanti fino al maggio del 1940: l'ultimo incontro disputato prima di una lunga interruzione internazionale che durò fino al 1948 fu a Milano contro la Romania, e nell'occasione Francesco Vinci divenne l'ultimo marcatore internazionale del rugby del secondo anteguerra.
Del resto, lo stesso regime fascista, dopo aver malvisto tale disciplina in quanto di derivazione inglese, decise di promuoverlo a tutti i livelli quale esempio di cameratismo e spirito di combattimento; Achille Starace, segretario del PNF, sostenne che «Il giuoco del rugby, sport da combattimento, deve essere praticato e largamente diffuso tra la gioventù fascista».
Uno dei fattori ritenuti frenanti d'una possibile ulteriore diffusione del movimento rugbistico nel dopoguerra viene identificato proprio in tale politicizzazione della disciplina, alla quale a lungo fu attribuita l'etichetta di “sport fascista”.

### L'immediato dopoguerra

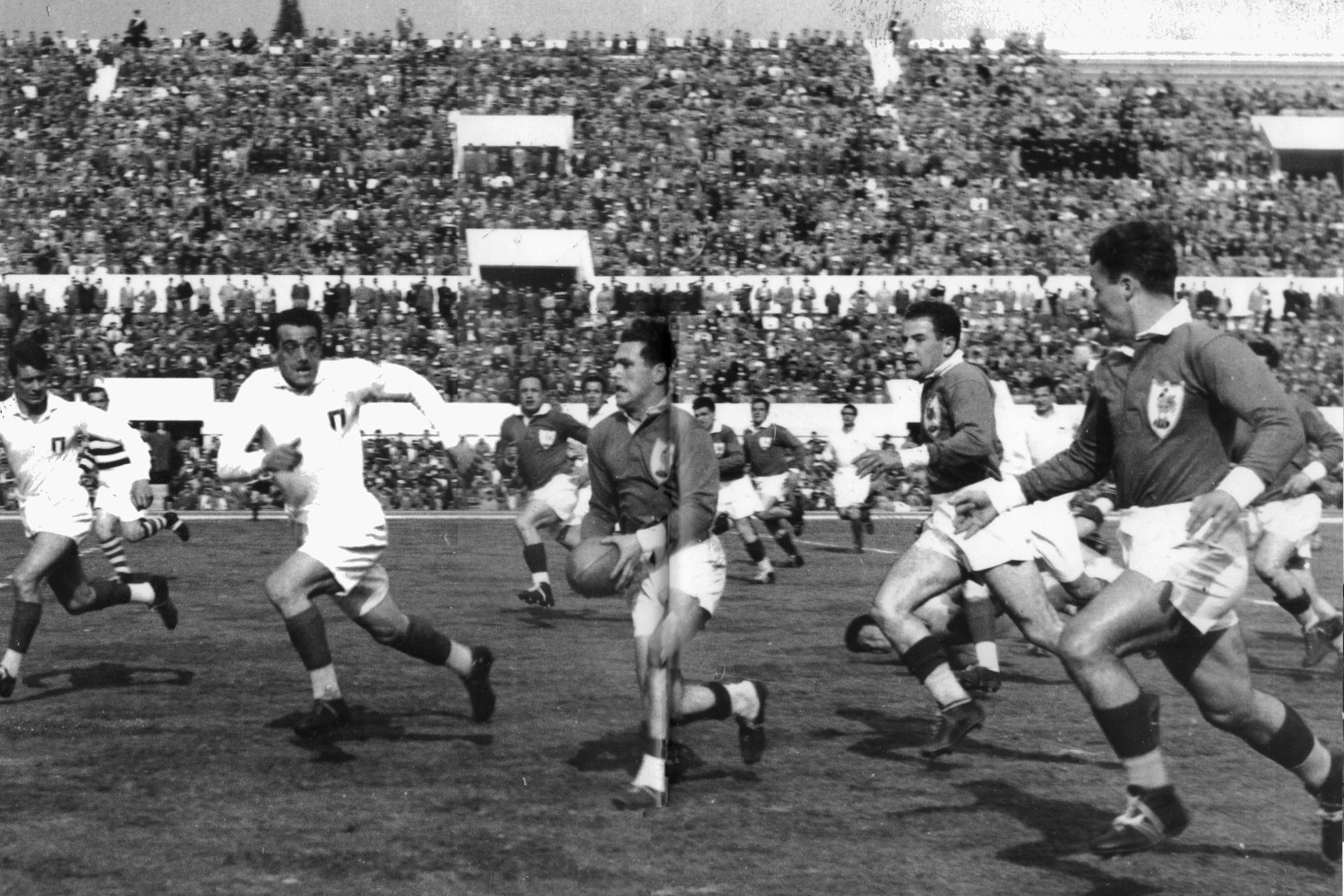
Una fase della finale tra e Italia della Coppa Europa 1954 a Roma

Il ritorno alla normalità dopo la guerra avvenne a tappe: il campionato riprese nel 1946, l'attività internazionale, con il Cinque Nazioni, nel 1947, ma la nazionale italiana dovette attendere fino al marzo 1948 per tornare in campo, in concomitanza con il primo congresso post-bellico della FIRA che si tenne a Milano.
Alla guida tecnica, nei primi 13 anni di attività, vi erano stati 12 avvicendamenti tecnici, al ritmo di uno all'anno di media, con 11 tecnici coinvolti.
In realtà, si trattava spesso di affiancamenti o di ritorni (il francese Julien Saby, per esempio, uno degli artefici dello sviluppo tecnico del rugby in Italia, ebbe tre mandati di cui due in coppia con un altro tecnico; lo stesso Luigi Bricchi ebbe 8 mandati di cui 6 affiancato a uno o più colleghi).

Tommaso Fattori, primo C.T. del dopoguerra (1947)

Nel 1947 la squadra fu affidata all'ex nazionale Tommaso Fattori, già giocatore di Lazio, Rugby Roma e Amatori Milano e futuro tecnico dell'Aquila.
Questi guidò la squadra in due incontri, entrambi nel 1948, con la Francia B (sconfitta a Rovigo per 6-39) e con la Cecoslovacchia (vittoria a Parma per 17-0).
Ma le differenze tra la miglior formazione continentale, la Francia, e l'Italia (e a sua volta tra la stessa Italia e le altre avversarie), erano palesi: gli Azzurri riuscivano a tenere il passo con le altre formazioni europee, quando addirittura non venivano considerati i migliori del resto del continente, ma non a battere i transalpini, neppure quando questi schieravano la loro formazione non ottimale.
A dispetto della crescita del gioco nel suo triangolo d'elezione tra Treviso, Padova e Rovigo, con punte d'eccellenza in seguito anche a Napoli, Roma, Parma e L'Aquila, la nazionale non riuscì per lungo tempo a rendersi competitiva fuori dall'ambito della Coppa delle Nazioni / Coppa FIRA, nella quale era sempre la Francia a dominare: fino al 1968 quest'ultima non si fece sfuggire un'edizione del torneo europeo e, in aggiunta a ciò, era l'unica continentale a confrontarsi annualmente con le quattro britanniche nel Cinque Nazioni.
La Francia batté l'Italia nelle finali delle due edizioni della Coppa Europa tenutesi nel decennio, quella del 1952 a Milano e quella del 1954 a Roma.
A contrastare l'Italia a livello continentale era invece la Romania, che aveva visto a partire dal 1950 un numero sempre crescente di praticanti (da 1500 nell'immediato dopoguerra, divennero 13500, nove volte tanto, alla fine degli anni settanta) e che contese, spesso strappandola loro, agli Azzurri la piazza d'onore nella Coppa delle Nazioni riuscendo perfino a battere i francesi, impresa che l'Italia conseguì solo molto più avanti, a fine secolo.
Apparve chiaro che, quindi, solo un confronto con le nazioni più all'avanguardia poteva dare al rugby italiano occasioni di crescita, e nell'ottobre 1956 fu organizzato un tour informale (non conteggiabile come tale in quanto non previde alcun test match) in Gran Bretagna: tre incontri che si risolsero in altrettante sconfitte per la nazionale, contro i gallesi dello Swansea (5-14) e del Cardiff RFC (3-8) e i londinesi Harlequins per 14-15, tutto sommato una sconfitta meno pesante del temuto; il tour fu ripetuto due anni dopo e, proprio nell'ultima partita della serie, che faceva seguito a due sconfitte, contro le Contee Londinesi per 3-9 e il Blackrock College per 8-18, l'Italia vinse 5-3 contro gli irlandesi del Cork Constitution; quanto ai test match nel periodo intorno a tali tour, si registrarono vittorie in serie (Germania Ovest 12-3 nel 1956, 8-0 nel 1957, 11-5 nel 1960; Cecoslovacchia 9-19 nel 1956 e Romania 6-3 nel 1958, ma contro la Francia ancora quattro sconfitte (3-16 nel 1956, 6-38 nel 1957, 3-11 nel 1958 e 0-22 nel 1959).

### Il buio in Europa

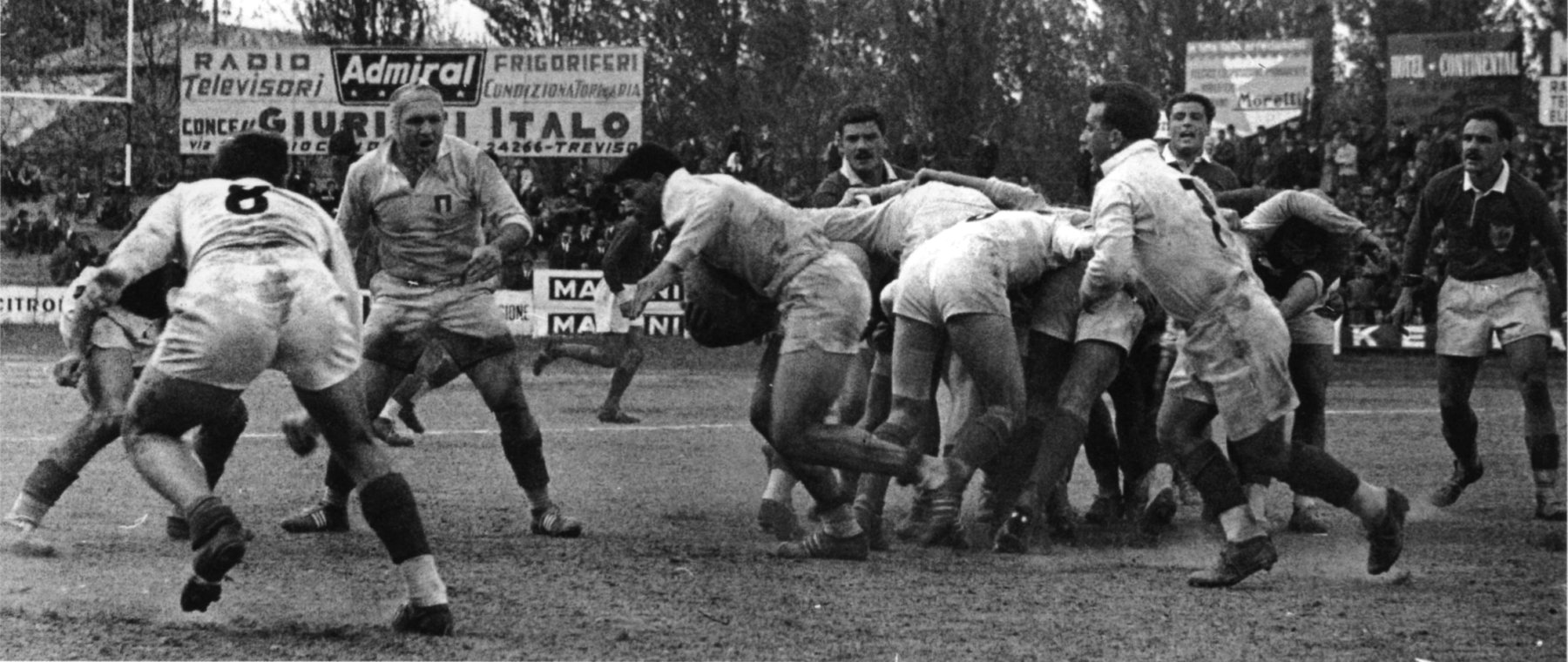
Italia – 0-26 a Treviso, 1960

La situazione profilatasi circa un decennio prima – all'inizio degli anni sessanta – era ormai consolidata e tale rimase praticamente per il trentennio successivo: sempre fuori portata le isole britanniche, almeno a livello di rappresentative nazionali, il termine di confronto per tutto il resto d'Europa era la Francia, unica selezione del continente ammessa a competere su base annuale con le quattro Home Nation d'Oltremanica da un lato, e dall'altro impegnata nella Coppa delle Nazioni.
A seguire l'Italia, sempre regolarmente sconfitta dalla Francia, a contendersi la seconda piazza di norma con la Romania, ed entrambe un gradino sopra il resto dei contendenti europei.
Tuttavia, il 14 aprile 1963, l'Italia fu a un passo dall'interrompere la supremazia francese: a Grenoble, nell'incontro che vide l'esordio in azzurro di Marco Bollesan, la squadra conduceva 12-6 a pochi minuti dal termine.
Una meta trasformata dei francesi (all'epoca valida 5 punti) portò il punteggio sul 12-11 a quattro minuti dalla fine e proprio allo scadere un'altra meta, di Christian Darrouy, lo ribaltò proprio sul finale portandolo a 14-12 a proprio vantaggio.
Tale impresa mancata di poco parve a tutti il preludio a un effettivo salto di qualità che tuttavia non giunse.
La FIRA mise mano nel 1965 al torneo europeo dandogli il nome di Coppa delle Nazioni e strutturandolo in divisioni: l'Italia entrò nella 1ª divisione del torneo 1965-66 esordendovi con una vittoria 11-3 contro la Cecoslovacchia a Livorno, piazzandosi seconda e perdendo come di consueto (0-21) l'incontro con la Francia, all'Arenaccia di Napoli.

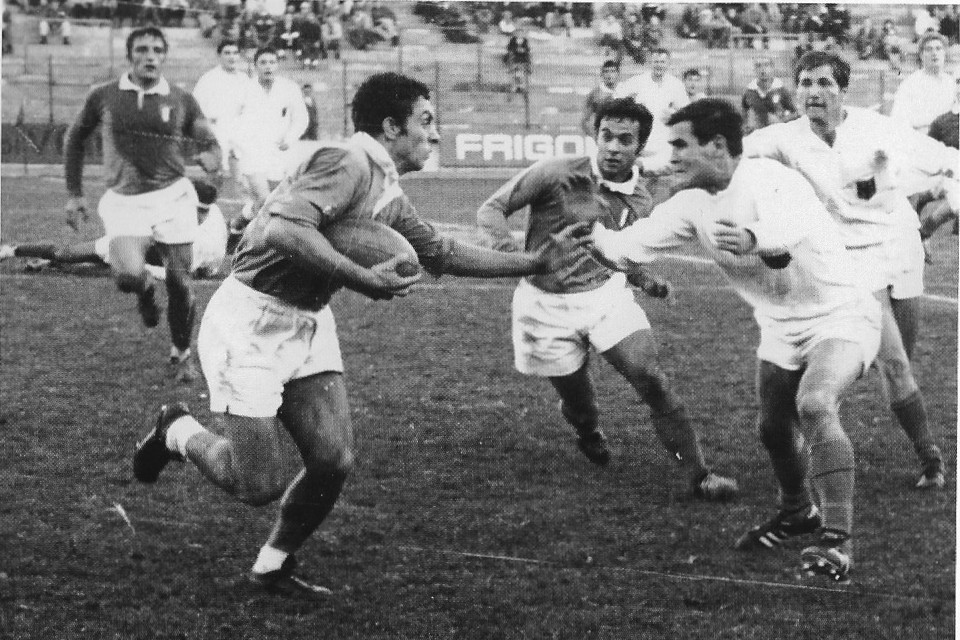
Italia – 22-3 a Venezia, 1968

Ma fu l'edizione successiva, quella del 1966-67, che frustrò le ambizioni italiane di proporsi a livelli più alti: la squadra vinse solo l'incontro con il Portogallo (peraltro con un sofferto 6-3), ma perse 3-24 contro la Romania e soprattutto 13-60 contro la Francia a Tolone dopo una prestazione insufficiente in prima linea, reparto nella quale i nuovi arrivati non erano riusciti a rimpiazzare i vari Levorato, Avigo, Lanfranchi e altri, giunti ormai a fine carriera.
Da allora e per 28 anni (e per 30 nel torneo), la federazione francese non concesse più all'Italia il test match e le schierò contro solo la sua nazionale “A”.
La cosa più grave, tuttavia, fu che l'Italia, a causa di tali risultati, retrocedette in 2ª divisione europea, quindi fuori anche dai match più importanti: scelse quindi di non partecipare alla Coppa delle Nazioni successiva, preferendo impegnarsi nel 1968 in alcuni incontri con Portogallo (17-3) e Germania Ovest (22-14); l'incontro con la Jugoslavia di fine d'anno (22-3) fu invece valido per la 2ª divisione della Coppa delle Nazioni 1968-69, che l'Italia vinse per riproporsi nella massima serie per l'edizione successiva; tuttavia, la Federazione giunse alla conclusione che, al fine di allargare l'esperienza internazionale dell'Italia, era necessario farla uscire dall'Europa.
Nel 1970 fu così organizzato il primo tour ufficiale azzurro, in Madagascar, capitano Bollesan: furono 2 amichevoli contro i malgasci, il 24 e 31 maggio, entrambi vinti.
Tre anni più tardi l'esperienza fu ripetuta in maniera più estesa: la nazionale, sempre con Bollesan capitano, si recò in tour in Africa meridionale (Sudafrica e Rhodesia, successivamente Zimbabwe), per disputare diversi incontri tra cui un test match internazionale, contro la Rhodesia a Salisbury (sconfitta 4-42), ma a spiccare fu la vittoria di Port Elizabeth per 24-4 sui South African Leopards, di fatto la nazionale sudafricana coloured.
L'importanza di tale tour, che vide per la prima volta il rugby italiano protagonista di un'affermazione di prestigio in un Paese di lunga tradizione nella disciplina, è riconosciuta anche in tempi più recenti, tanto che quella spedizione è tuttora vista come una pietra miliare del rugby nazionale.

### L'epoca dei tour e la lenta ripresa
Nel frattempo, nel rinnovato torneo europeo, rinominato da Coppa delle Nazioni a Coppa FIRA, l'Italia non era presente, in quanto retrocessa nuovamente nel 1971 al termine di un umiliante campionato terminato all'ultimo posto e caratterizzato da una sconfitta interna a Napoli contro il Marocco, definita «la Corea del rugby italiano» che spinse anche alle dimissioni del C.T. Sergio Barilari; la squadra non tornò nella massima serie che nel 1974.
Affidata nel gennaio 1975 al gallese Roy Bish, primo britannico dopo John Thomas (C.T. dell'esordio azzurro e per un incontro solo) a guidare la nazionale, la squadra si classificò terza nel torneo 1974-75, mettendo in mostra notevoli progressi nel gioco e nei risultati come il pareggio (3-3) contro la Romania, vincitrice del torneo e capace pochi mesi prima di battere la nazionale maggiore francese.
Da registrare nel biennio due tour nel Regno Unito, nel 1974 in Inghilterra (tre sconfitte contro altrettante selezioni di contea) e nel 1975 in Inghilterra e Scozia (una vittoria e due sconfitte, una delle quali, a Newcastle upon Tyne, contro l'Inghilterra U-23 per 13-29).
Dopo il secondo posto nella Coppa FIRA 1975-76, conquistato grazie alla vittoria sulla Romania, alla fine del 1976 vi fu anche un match (non ufficiale) contro l'Australia a Milano, che gli Azzurri persero con un soddisfacente 15-16.
Tale vittoria sfiorata alimentò speranze, presto vanificate dall'andamento della disastrosa Coppa FIRA 1976-77: la sconfitta contro il Marocco 9-10 portò alle dimissioni di Bish e all'affidamento della squadra a Isidoro Quaglio, giocatore internazionale fino alla stagione precedente e tra i protagonisti del tour del 1973.
L'Italia batté la Polonia (2 aprile 1977, 29-3), ma il 1º maggio successivo fu travolta 0-69 dalla Romania, peggior passivo azzurro per i 22 anni a seguire.
La sconfitta provocò anche l'esonero di Quaglio dopo soli due incontri e meno di un mese d'incarico.
A partire dal 1970 la nazionale italiana affronta diversi tour, a ritmo più o meno triennale e, a partire dall’ingresso nel Sei Nazioni (2000), annuale.
Già tra il 1956 e il 1964 era uscita fuori dai confini nazionali per quattro brevi puntate nelle isole britanniche e in Belgio, ma si trattava di incontri non ufficiali.
Il primo tour con un test match ufficiale fu quello del 1970 in Madagascar.
- 1970 · Madagascar
- 1973 · Africa meridionale
- 1975 · Gran Bretagna
- 1980 · Stati Uniti, Pacifico
- 1983 · America del Nord
- 1985 · Zimbabwe
- 1986 · Australia
- 1988-89 · Irlanda
- 1989 · Argentina
- 1991 · Namibia
- 1994 · Australia
- 1999 · Sudafrica
- 2000 · Pacifico
- 2001 · Africa meridionale, Sudamerica
- 2002 · Nuova Zelanda
- 2003 · Nuova Zelanda
- 2004 · Romania, Giappone
- 2005 · Argentina, Australia
- 2006 · Giappone, Figi
- 2007 · Sud America
- 2008 · Sudafrica, Argentina
- 2009 · Australasia
- 2010 · Sudafrica
- 2012 · Americhe
- 2013 · Sudafrica
- 2014 · Pacifico, Giappone
- 2016 · Americhe
- 2017 · Singapore, Figi, Australia
- 2018 · Giappone
- 2022 · Georgia, Portogallo e Romania

Fu, quello, il periodo in cui i club del campionato italiano iniziarono a ingaggiare rugbisti da altre federazioni, talora oriundi, più spesso veri e propri stranieri: una nazionale, ribattezzata XV del Presidente, formata da 12 italiani e 3 stranieri militanti in serie A (i sudafricani Dirk Naudé e Nelson Babrow e il francese Guy Pardiès), incontrò a fine 1977, a Padova, un XV della Nuova Zelanda per un incontro senza valenza di test match, ma comunque incoraggiante per le ridotte dimensioni della sconfitta (9-15); nel 1978 la nazionale fu affidata a un giovane tecnico all'epoca trentacinquenne, il francese Pierre Villepreux, ingaggiato con un contratto di 30 milioni di lire l'anno, all'epoca considerato un'enormità nel mondo del rugby, che il 24 ottobre esordì sulla panchina azzurra a Rovigo guidando la squadra a una convincente vittoria per 19-6 contro l'Argentina.
Tra i risultati da segnalare di quel periodo anche il pareggio di Brescia per 6-6 contro l'Inghilterra U-23 (16 maggio 1979) e la sconfitta per 12-18 contro il XV nazionale neozelandese (ribattezzato All Blacks) in un match senza valenza di test disputato sempre a Rovigo il 28 novembre 1979 per il quale l'interesse fu tale che a pochi minuti dall'inizio dell'incontro si decise di ammettere allo stadio anche gli spettatori senza biglietto, che si assieparono a bordo campo dietro ai cartelloni pubblicitari.

L'incontro di Rovigo del 1979 contro gli All Blacks perso 12-18

Villepreux guidò nel 1980 anche un tour in Oceania e America del Nord; i test match disputati furono solo due, a Suva contro Figi (sconfitta 3-16) e ad Avarua contro le Isole Cook (sconfitta 6-15), ma tra i due test vi fu un ben più rilevante incontro, sebbene non ufficiale, contro gli Junior All Blacks, perso ad Auckland per 13-30.
Il contratto di Villepreux giunse a scadenza e la squadra passò alla coppia Pulli – Paladini, che esordirono in Coppa FIRA 1981-82 con un pareggio 12-12 a Mosca contro l'Unione Sovietica, per proseguire con una netta vittoria sulla Germania Ovest; l'Italia perse per l'ennesima volta contro la Francia A (19-25 a Carcassonne al termine di una prova coraggiosa anche se alfine infruttuosa, ma si assicurò comunque il secondo posto finale con una altrettanto convincente vittoria sulla Romania.
Nell'edizione successiva, l'Italia riuscì addirittura a classificarsi davanti agli eterni rivali francesi: fu infatti seconda con tre vittorie, un pareggio (per 6-6 a Rovigo contro la squadra A francese, che ormai da 16 anni non concedeva più agli Azzurri il test match) e una sconfitta, contro la Romania.
La Coppa 1983-84, invece, vide l'Italia piazzarsi terza per differenza punti nei confronti della Romania (tre vittorie e due sconfitte ciascuna).
Quello a cavallo degli anni settanta e ottanta fu uno dei periodi migliori, per risultati e crescita complessiva a livello internazionale, del primo mezzo secolo di vita della nazionale: a coronamento di tali progressi vi fu il primo incontro ufficiale con una nazionale dell'International Rugby Board: fu a Rovigo, al “Battaglini”, che il 22 ottobre 1983 l'Australia scese in campo contro gli Azzurri.
L'incontro terminò 29-7 per gli Wallabies, con 5 mete contro una (di Zanon, cui si affiancò nello score Stefano Bettarello che trasformò un calcio piazzato), ma al di là della sconfitta tale partita ha tuttora il valore, per il rugby italiano, di primo passo mosso verso l'ingresso nel club delle grandi Nazionali dell'IRB.

### L'era della Coppa del Mondo
Il 22 marzo 1985 a Parigi l'International Rugby Board, per contrastare il rischio, ventilato da un imprenditore televisivo australiano, della nascita di una competizione internazionale (professionistica) parallela all'attività ufficiale (dilettantistica), decise di istituire un banco di prova comune per tutte le squadre nazionali al fine di stabilire una graduatoria che andasse al di là dei risultati dei singoli tour stagionali.
Nacque così la Coppa del Mondo di rugby, inizialmente pensata come manifestazione riservata alle sole federazioni iscritte all'IRFB ma che, in fase di votazione istitutiva, fu allargata alle nazioni emergenti per iniziativa del presidente della FFR Albert Ferrasse, che a tale apertura subordinò il suo voto favorevole alla nascita della competizione.
L'Italia (per la quale detto allargamento fu ininfluente, in quanto presente nel nucleo iniziale di 8 federazioni invitate alla prima edizione) intensificò la sua attività internazionale di alto livello: oramai la presenza di una competizione ufficiale di portata mondiale costituiva un appuntamento ineludibile per chiunque, sia per le Nazionali dell'IRFB (le quattro britanniche, l'Australia, la Nuova Zelanda e la Francia, nel frattempo entrata nel 1978) che per coloro che aspiravano a entrarvi.
La stessa Italia era ormai in procinto di aderire all'IRB, organismo nel quale fu ammessa ufficialmente nel marzo 1987 e, dal 1991, anche con diritto di voto.
L'organizzazione della prima edizione della Coppa del Mondo, programmata per il 1987, fu assegnata congiuntamente all'Australia e alla Nuova Zelanda, ovverosia le due Federazioni più interessate dal rischio-emorragia.

L'Aquila, Italia – 19-3, Coppa FIRA 1985-87

Dopo la votazione di Parigi fu la Rugby Football Union la prima federazione a organizzare un incontro con gli Azzurri, sebbene non ancora in un test match.
Tornata nel prestigioso stadio di Twickenham dopo 29 anni, l'Italia perse 9-21 contro l'Inghilterra B; in seguito, in giugno, la squadra sostenne due test contro lo Zimbabwe riportando altrettante vittorie, per 25-6 a Bulawayo e per 12-10 una settimana più tardi ad Harare.
Il 10 maggio 1986, allo stadio Olimpico di Roma, l'Italia ricambiò l'ospitalità degli inglesi, anche in tale occasione per un match senza valore di test; il risultato fu tuttavia di rilievo, un pareggio 15-15 che rimane al 2021 il migliore contro una selezione internazionale dell'Inghilterra.
Il 1º giugno successivo, in tour a Brisbane per restituire la visita agli australiani, l'Italia perse dagli Wallabies per 18-39.
Per i successivi 12 mesi quello fu l'ultimo test match di alto livello, visto che, nelle more della Coppa del Mondo, vi fu la partecipazione alla Coppa FIRA da onorare.
Il 22 maggio 1987 è una data storica per il rugby mondiale e, più in particolare, anche per l'Italia: si tratta infatti del giorno dell'incontro inaugurale della prima Coppa del Mondo di rugby, e a disputarlo fu proprio la nazionale azzurra, guidata in panchina da Marco Bollesan, opposta ad Auckland ai padroni di casa neozelandesi in quello che fu visto subito come un incontro proibitivo: come da previsione, infatti, gli All Blacks vinsero, e largamente, imponendosi 70-6; sebbene il rugby italiano fosse in crescita, il divario con le migliori Nazionali del mondo era ancora grande, e i dettagli del punteggio servono a mostrare la differenza di prestazioni: a fronte del calcio piazzato e del drop messi a segno dall'Italia, gli All Blacks marcarono 12 mete (all'epoca valevoli ancora 4 punti ciascuna) di cui 8 trasformate, e due calci piazzati.

Stefano Bettarello fu il primo Barbarian italiano (1987)

L'Italia compromise buona parte delle sue chance di qualificazione ai quarti di finale a causa di un'ulteriore sconfitta (16-25) contro l'Argentina, maturata al termine di un incontro sostanzialmente pari nell'andamento del gioco alla mano (due mete, di cui una trasformata, per parte) ma in cui i sudamericani prevalsero in quello al piede (cinque calci piazzati contro due italiani): l'ultimo incontro con Figi fu vinto per 18-15 ma – a causa del quoziente mete sfavorevole – quest'ultima, a pari punti di Italia e Argentina, si qualificò a scapito di entrambe.
Bollesan lasciò la panchina azzurra a fine 1988 e fu sostituito da Loreto Cucchiarelli, il cui interregno durò solo sette incontri, ma caratterizzato da tre test match importanti: una sconfitta 6-55 contro l'Australia al Flaminio di Roma il 3 dicembre, poi il 31 dicembre successivo, a Dublino, il primo incontro ufficiale contro una nazionale delle isole britanniche, l'Irlanda (risoltosi in una sconfitta per 15-31, con 5 mete a 1 per gli irlandesi) e un'ulteriore sconfitta a Buenos Aires per 16-21 il 24 giugno 1989 contro l'Argentina, incontro ancora una volta sostanzialmente pareggiato alla mano ma perso al piede (una meta e quattro piazzati azzurri contro una meta trasformata e cinque piazzati dei Pumas).
A ulteriore dimostrazione della crescita del movimento rugbistico e del rispetto acquisito anche in ambito internazionale, figura la chiamata dei Barbarians, il prestigioso club inglese a inviti, al primo italiano: fu Stefano Bettarello (n. 1958) che, nei tour pasquali 1987 e 1988, fu schierato in totale 4 volte, marcando 43 punti.
Per 9 anni Bettarello rimase l'unico azzurro a essere invitato dal club a maglie bianconere.
Da quel momento l'attività internazionale dell'Italia, al pari di quella delle altre federazioni di vertice, fu rimodulata in funzione della cadenza quadriennale della Coppa del Mondo e, dal punto di vista tecnico, dalla necessità di intensificare i confronti con le squadre più rappresentative dell'International Rugby Board.
Alla Coppa del Mondo 1991 il C.T. azzurro Bertrand Fourcade diede vita a un'accesa polemica con la stampa britannica: sorteggiati nel girone che li vedeva in gara contro Nuova Zelanda, Stati Uniti e i padroni di casa inglesi, gli azzurri batterono gli americani nella prima gara, e persero a Twickenham opponendo una strenua resistenza all'Inghilterra, che vinse con il punteggio di 36-6; la stampa tuttavia criticò aspramente la tattica di Fourcade, che in una conferenza post-gara rispose accusando gli inglesi di arroganza e suggerendo il pensionamento dell'arbitro scozzese dell'incontro Brian Anderson, a suo dire partigiano nella concessione dei calci franchi all'Inghilterra.
Le polemiche giornalistiche proseguirono fino alla partita dell'Italia contro la Nuova Zelanda, in cui gli Azzurri contennero il passivo a soli 10 punti (21-31) grazie a una prestazione molto fisica.
Giancarlo Dondi, all'epoca vice presidente federale, pur nello sforzo di placare l'incidente diplomatico generato dal battibecco tra Fourcade e la stampa d'Oltremanica, prese spunto da tale risultato dichiarando in un'intervista che l'Italia autentica era quella vista contro gli All Blacks, in quanto le era stato permesso di giocare, posizione ribadita anche dallo stesso Fourcade.

### Georges Coste e la conquista dell'Europa

Georges Coste dirige l'Italia da bordo campo

Dopo Fourcade fu il turno di un altro francese, Georges Coste, il quale si propose di continuare sulla strada tecnica impostata dal suo predecessore, in particolare per quanto riguardava il gioco dei tre quarti, ancora non al livello delle prime linee.
Furono quattro le vittorie iniziali del neotecnico, tutte in Coppa FIRA 1992-94, di cui una di prestigio assoluto: l'11 novembre 1993, a Treviso, l'Italia batté 16-9 la Francia A1.
Sebbene non ancora test match, il segnale fu forte, anche perché gli Azzurri terminarono il campionato europeo a pari punti dei transalpini, i quali prevalsero solo per la differenza punti marcati / subìti.
L'estate del 1994 vide la squadra in tour in Australia che segnò un passo in avanti nonostante le due sconfitte: la prima giunse di misura al Ballymore di Brisbane per 20-23 con due mete a una per gli Wallabies al termine di una prestazione che indusse l'inviato del Canberra Times a scrivere che l'Australia era «sopravvissuta» agli assalti italiani, e la seconda a Melbourne per 7-20 con una meta per parte e cinque piazzati australiani a due, anche se in tale occasione l'Italia pagò l'eccessiva fallosità (14 punizioni fischiatele contro a fronte delle 8 a sfavore degli Wallabies).
Il 12 ottobre successivo giunse anche il primo test match contro un'altra compagine del Cinque Nazioni, il Galles allo stadio nazionale di Cardiff, partita valida per le qualificazioni europee alla Coppa del Mondo 1995: entrambe le squadre avevano già guadagnato l'accesso alla competizione, ma l'incontro servì a stabilire la prima classificata del girone, e a prevalere furono i gallesi per 29-19.
I progressi derivanti dal disputare incontri d'alto livello furono evidenti: a Treviso, il 6 maggio 1995, l'Italia sconfisse per la prima volta in un test match una nazionale storica delle isole britanniche, l'Irlanda, per 22-12.
La Coppa del Mondo di rugby 1995 in Sudafrica, lì organizzata per celebrare il rientro nella comunità internazionale di quel Paese a seguito del superamento dell'apartheid, vide di nuovo l'Italia eliminata al primo turno, con una sconfitta preventivabile contro l'Inghilterra, anche se per 20-27, e una contro una squadra alla portata degli Azzurri, Samoa che, nell'incontro d'esordio, vinse 42-18 rendendo così vana la successiva vittoria di prestigio contro l'Argentina nell'ultima gara del girone, giunta per mano dell'oriundo Diego Domínguez, autore di una meta decisiva nel finale.
A seguire, a ottobre, nel corso dell'edizione d'esordio della Coppa Latina, l'Italia disputò il suo primo test match contro la Francia dopo 28 anni dal match di Tolone.
Se il cammino d'avvicinamento alle migliori squadre europee procedeva, sia pur lentamente, il divario con l'Emisfero Sud era ancora notevole: nell'autunno del 1995 la Nuova Zelanda, al “Dall’Ara” di Bologna, passò 70-6 sopra l'Italia, marcando 10 mete (a zero) con nove giocatori diversi; tuttavia, poche settimane dopo, allo stadio Olimpico di Roma, il Sudafrica neo-campione del mondo, nel primo test match ufficiale concesso agli Azzurri, vinse 40-21, marcando solo una meta in più degli italiani (3 contro 2), che a metà secondo tempo conducevano l'incontro prima che gli Springbok affrontassero il test match con un minimo d'applicazione che permettesse loro di vincere l'incontro anche se non di larghissimo margine, vista la differenza tra gli avversari.

Italia – All Blacks a Bologna, 1995: Stefano Bordon tenta un placcaggio su Jonah Lomu

Alla fine del 1995 l'Italia aveva, quindi, incontrato almeno una volta tutte le squadre del Tri Nations (senza vittorie) e quattro del Cinque Nazioni, con una vittoria.
Solo la Scozia – che peraltro perse a Rieti a inizio 1996 un incontro che non figura nell'elenco dei test match perché la squadra britannica si presentò come Scozia B – ancora non aveva incontrato ufficialmente gli Azzurri.
Il primo test del 1996 fu a Cardiff: i gallesi conducevano 28-3 a metà gara, ma un parziale azzurro di 23-3 in venticinque minuti del secondo tempo portò il risultato a 31-26, punteggio che costituì la base per iniziare a parlare seriamente, per l'Italia, di ammissione al Cinque Nazioni, cosa perfino impensabile solo un quinquennio prima.
Grenoble, Stadio Lesdiguières, 22 marzo 1997
FRANCIA — ITALIA 32-40
Marcatori: 5’ I. Francescato m. (tr. Domínguez); 14’ m. tecn. Francia (tr. Aucagne), 17’, 30’, 62’ e 68’ Domínguez c.p.; 20’ e 24’ Aucagne c.p.; 34’ Gardner m. (tr. Domínguez); 52’ e 82’ Bondouy m. (2 tr. Aucagne); 56’ Croci m. (tr. Domínguez); 74’ Vaccari m. (tr. Domínguez); 79’ Sadourny m.
FRANCIA: Sadourny, Ougier, Delaigue, Bondouy, Saint-André, Aucagne, Accoceberry, Costes, Pelous, Benetton, Miorin (Betsen), Merle, Tournaire, Dal Maso (Ibañez), de Rougemont.
Allenatore: Jean-Claude Skrela.
ITALIA: Pértile; Vaccari, Bordon, I. Francescato (24’ Mazzariol), Marcello Cuttitta; Domínguez, Troncon (39’ e 42’ Guidi); Gardner, Giovanelli, Sgorlon; Cristofoletto, Croci; Properzi, Orlandi, Massimo Cuttitta.
Allenatore: Georges Coste.
Arbitro:  McHugh
Il 1995 fu un anno importante per il rugby mondiale: ad agosto di quell'anno, infatti, l'International Rugby Board aprì la strada al professionismo nella disciplina che, fino ad allora, era vissuta su alcuni equivoci circa i rimborsi-spese dei giocatori e forme più o meno occulte di pagamento; la FIRA smise di essere l'associazione di fatto alternativa all'IRFB per divenirne la filiale europea, e così tutte le organizzazioni continentali di categoria; presidente della federazione italiana fu eletto Giancarlo Dondi che, come primo passo per rilanciare il ruolo del rugby italiano e della nazionale, iniziò a porre in sede internazionale la questione della presenza permanente dell'Italia in un torneo di alto livello, segnatamente il Cinque Nazioni.
A rafforzare la sua posizione, i risultati che stavano giungendo nel corso dell'anno: in testa a punteggio pieno nel proprio girone della Coppa FIRA 1995-97 — competizione ai cui incontri minori ormai non inviava più la nazionale seniores, ma per esempio la squadra Emergenti, che batté 107-19 la Polonia — oramai l'Italia (come peraltro la Francia, la quale tuttavia era impegnata sia nel Cinque Nazioni che nella Coppa FIRA), orientata ai grandi tornei come la Coppa del Mondo, necessitava di confrontarsi con le nazioni più abituate a competere ad alti livelli.
Esaurita la formalità della Coppa FIRA (64-3 al Portogallo) e in attesa della finale, il 1996 dell'Italia fu denso di appuntamenti di rilievo.
Detto del Galles, il resto della stagione azzurra vide solo avversari di spessore: di nuovo il Galles il 5 ottobre allo Stadio Olimpico di Roma (sconfitta 22-31), sconfitta anche a Padova 18-40 contro un'Australia forte di suo, ma alla quale l'inadeguato arbitraggio dello statunitense Sorenson, verosimilmente non abituato a incontri di un certo livello, diede vantaggi non richiesti e non necessari; sconfitta 21-54 anche a Twickenham contro l'Inghilterra ed esordio, infine, a Murrayfield per un 22-29 subìto a opera della Scozia, nazionale che completava il quadro delle avversarie di alto livello incontrate dagli Azzurri in almeno un test match.
Il rugby a 15 vanta circa 3 milioni di praticanti in tutto il mondo, una cifra relativamente esigua in relazione ad altri sport; in ragione di ciò succede spesso che la passione rugbistica coinvolga più membri della stessa famiglia, oppure si tramandi per generazioni.
Se è vero un po’ dovunque (in Francia vi sono gli esempi di Jean-Claude Skrela, ex rugbista e allenatore, e di suo figlio David, attuale nazionale francese, in Inghilterra i fratelli Rory e Tony Underwood, oppure Dick e Will Greenwood, padre e figlio), in Italia vi sono state in passato, e tuttora vi sono, numerosi giocatori appartenenti alla stessa famiglia.
I fratelli Vinci, di Roma (Piero, Paolo, Francesco ed Eugenio), disputarono l’incontro d’esordio della nazionale a Barcellona nel 1929; più avanti, i fratelli Battaglini: Francesco e Mario “Maci”, i fratelli Bettarello, Ottorino e Romano, quest’ultimo padre di Stefano, il primo azzurro a vestire la maglia dei Barbarians.
Ancora, da nord a sud: in Veneto i Checchinato, Giancarlo (padre) e Carlo (figlio), a Roma Pierluigi (padre) e Valerio Bernabò (figlio), a Napoli Elio Fusco e suo figlio Alessandro.
Tra i vari fratelli presenti contemporaneamente in nazionale hanno figurato anche tre coppie di gemelli: si tratta dei Romano, Pietro e Guido, i Fedrigo, Adriano e Paolo e, più recentemente, i gemelli Cuttitta, Massimo e Marcello.
La famiglia più numerosa del rugby italiano recente è sicuramente quella dei Francescato, con quattro fratelli, tutti internazionali: Bruno, Luigi, detto Nello, Rino e il più giovane, Ivan, morto nel 1999 a soli 32 anni.
A titolo statistico, nel primo incontro della Coppa del Mondo tra Nuova Zelanda e Italia scesero in campo due coppie di gemelli: i citati Massimo e Marcello Cuttitta per l’Italia, e Alan e Gary Whetton per gli All Blacks.
In tempi più recenti la famiglia più famosa in azzurro è quella dei fratelli Bergamasco, Mauro e Mirco, a loro volta figli di Arturo, 4 volte nazionale negli anni settanta.
Infine, con la crescente diffusione della disciplina anche tra le ragazze, il rugby non viene più tramandato solo per via maschile.
È il caso per esempio degli aquilani Cucchiella: il padre, Giancarlo, 25 incontri in nazionale e la partecipazione alla Coppa del Mondo di rugby 1987; sua figlia Elisa, pilone ritiratasi dopo la partecipazione alla Coppa del Mondo di rugby femminile 2017 con 67 presenze nell'Italia femminile.
Da notare anche la nascita di coppie di rugbisti: per esempio, Elisa Facchini, 30 presenze tra il 2002 e il 2012, mediano di mischia, moglie dell’ex nazionale Matteo Mazzantini, azzurro alla Coppa del Mondo di rugby 2003.
Il 1997 fu l'anno in cui l'Italia iniziò il raccolto di tutto quanto era stato seminato nei dieci anni precedenti: nel primo test match di stagione, il 4 gennaio, gli Azzurri si recarono al Lansdowne Road di Dublino a battere l'Irlanda 37-29, punteggio che descrive solo in parte l'andamento del gioco sul campo: l'Italia mise a terra quattro mete contro solo una degli irlandesi, i quali ridussero il passivo con 8 calci piazzati; eroe di giornata fu Diego Domínguez, autore di 22 punti (una meta, quattro trasformazioni e tre piazzati); gli altri uomini ad andare a meta furono Paolo Vaccari (2) e Massimo Cuttitta (1).

Diego Domínguez e Alessandro Troncon, coppia mediana di lungo corso nella nazionale degli anni novanta

Giunse infine il giorno della finale della Coppa Europa, da disputarsi tra Italia e Francia, che avevano vinto a punteggio pieno i loro rispettivi gironi, nei quali in totale le squadre maggiori erano state schierate tre volte (due volte l'Italia, lasciando gli altri due incontri agli Emergenti e alla Nazionale A, addirittura una sola la Francia, che in due occasioni mandò la Militare e in un'altra la squadra B).
A guidare la Francia era Jean-Claude Skrela, assistito dall'ex C.T. azzurro Villepreux: il presidente della FFR, Bernard Lapasset, per via di una promessa fatta tempo prima a Dondi, concesse per il match la squadra migliore, quella che aveva appena vinto il Cinque Nazioni 1997 con il Grande Slam, e lo riconobbe come test match.
Per il gioco dell'alternanza delle sedi, quell'anno l'incontro si tenne in casa dei francesi: dopo aver giocato ad Auckland, a Brisbane e a Melbourne, all'Arms Park di Cardiff, al Murrayfield di Edimburgo, al Lansdowne Road e perfino a Twickenham, l'Italia era ancora una volta tenuta fuori dal Parco dei Principi di Parigi, lo stadio dove la Francia disputava gli incontri del Cinque Nazioni; la sede scelta fu lo stadio Lesdiguières di Grenoble.
Il 22 marzo 1997, a un anno dalla fine della fase a gironi della competizione e persino dopo il termine dell'edizione successiva, si tenne l'ultimo atto della Coppa FIRA, e l'Italia, andando contro pronostico, si impose con un 40-32 che a sei minuti dalla fine era ancora un 40-20, frutto di quattro mete di quattro marcatori diversi: Ivan Francescato, Paolo Vaccari, Julian Gardner e Giambattista Croci.
Il piede di Diego Domínguez fece il resto, trasformando tra i pali tutte le mete e mettendo a segno anche quattro calci piazzati.
La meta di Croci, frutto di un lavoro di squadra che coinvolse numerosi giocatori, è rimasta nella storia recente del rugby italiano come il momento di svolta di tutto il movimento: se il giornalista sportivo Alfio Caruso aveva definito, anni prima, il mondo del rugby italiano come una “parrocchia”, a sottintenderne il carattere élitario e tutto sommato localistico, anni dopo, nel 2005, il giocatore marchigiano, nella vita di tutti i giorni funzionario di banca, si vide attribuire dal giornalista di Repubblica Corrado Sannucci il titolo di autore «[…] della meta più bella del rugby italiano […] ma […] anche la più importante perché è quella che ha strappato il rugby italiano dalle parrocchie per consegnarlo alla BBC».
Sulla scia del successo in Coppa Europa, anche a livello internazionale ci si accorse dei rugbisti italiani: Massimo Cuttitta, dieci anni dopo il precursore Bettarello, fu invitato nei Barbarians; già l'anno precedente due azzurri erano stati chiamati dal prestigioso club inglese, ma si trattava di Julian Gardner e Mark Giacheri, rispettivamente un naturalizzato e un oriundo australiano.
Insieme a Cuttitta furono chiamati anche Diego Domínguez, Alessandro Troncon e Paolo Vaccari; l'anno successivo toccò anche al gemello di Massimo, Marcello Cuttitta, poi a Luca Martin e Massimo Giovanelli.
Anche i club dei vari campionati esteri misero gli occhi sui giocatori italiani; se è vero che già a partire dagli anni cinquanta vi erano atleti italiani impegnati in Francia (Mario Battaglini al Tolone, Francesco Zani all'Agen e Sergio Lanfranchi al Grenoble per 15 anni dal 1946 al 1961 e Isidoro Quaglio al Bourgoin-Jallieu per una stagione), la rarità di casi poteva essere vista fino ad allora come l'eccezione di un rugby generalmente ritenuto non adatto all'esportazione; invece, solo per rimanere al 1997, Domínguez lasciò l'Amatori Milano per trasferirsi allo Stade français fino a fine carriera; Massimo Cuttitta fu ingaggiato dai londinesi Harlequins; Cristian Stoica e, poco dopo, anche Massimo Giovanelli, al Narbonne; Orazio Arancio e Stefano Bordon al Tolone.
Nei test di fine 1997 - inizio 1998 l'Italia perse a Bologna 31-62 contro il Sudafrica, ma prima di Natale, sempre a Bologna, sconfisse 37-22 l'Irlanda e infine, a gennaio 1998, la Scozia 25-22.
Tali due vittorie capitarono a cavallo della decisione più importante per il rugby nazionale: il comitato del Cinque Nazioni, riunitosi a Parigi il 16 gennaio 1998, decise di ammettere l'Italia al torneo a partire dal 2000.

### Verso il Sei Nazioni
Rimaneva un biennio prima del Sei Nazioni 2000, da onorare in primis con le qualificazioni alla Coppa del Mondo 1999: a novembre 1998 l'Italia fu impegnata a Huddersfield in un torneo a tre squadre che comprendeva anche i Paesi Bassi e i padroni di casa dell'Inghilterra, nel quale era sufficiente il secondo posto per accedere alla fase finale della Coppa; preventivabile la vittoria italiana sui Paesi Bassi per 67-7 con mete di sei uomini diversi inclusi gli esordienti Mauro Bergamasco (due volte) e Matt Pini, che consegnò agli azzurri la scontata qualificazione, la partita contro l'Inghilterra vide gli Azzurri determinati tenere testa per lunghi tratti agli avversari, in vantaggio al primo tempo per 16-6, nella ripresa due piazzati e un drop di Diego Domínguez riportarono l'Italia sotto di un punto sul 15-16; l'arbitro francese Didier Mené giudicò irregolare una meta di Alessandro Troncon, che la stessa stampa inglese ritenne valida; allo scadere, una meta di Will Greenwood diede all'Inghilterra il vantaggio di 8 punti che mise al sicuro il risultato, giudicato «immeritato» dall'Independent, ma che evitò alla squadra di Woodward di perdere il posto di testa di serie del girone.
In vista del Mondiale in Galles l'anno successivo, l'Italia curò la preparazione con una serie di test match con le contendenti del Cinque Nazioni 1999, affrontate in ciascuno dei loro giorni di riposo: sconfitta ad apertura d'anno contro la Francia XV a Genova (24-49), sconfitte di fila a Murrayfield contro la Scozia (12-30), a Treviso contro il Galles (21-60) e a Lansdowne Road contro l'Irlanda (30-39).
A maggio, in pieno caos organizzativo, Coste annunciò l'intenzione di lasciare la nazionale dopo la Coppa del Mondo: in vista del tour in Sudafrica era sorta una serie di dissidi tra il CT, la federazione e i club che riluttavano a cedere gli elementi migliori alla nazionale (visto il nuovo status di professionisti, che rendeva i giocatori patrimonio anche economico delle loro società d'appartenenza).
La spedizione fu disastrosa: a Port Elizabeth gli Springbok vinsero il primo incontro per 74-3 (11 mete a zero), peggior passivo italiano di sempre, destinato tuttavia a essere ritoccato in peggio una settimana più tardi a Durban, quando i sudafricani vinsero 101-0 (15 mete a zero).
Ormai ingestibile la situazione, Coste lasciò la nazionale e la squadra venne affidata al suo secondo, l'ex azzurro Massimo Mascioletti. Questi ebbe il compito di guidare la squadra alla Coppa del Mondo di rugby 1999.
Opposta in prima fase di nuovo a Inghilterra e Nuova Zelanda (più Tonga), l'Italia si rese protagonista della peggior Coppa del Mondo della sua storia: sconfitta 7-67 dall'Inghilterra, perse anche 25-28 da Tonga per chiudere con un 3-101 che in termini numerici non equivalse la sconfitta contro il Sudafrica di pochi mesi prima solo per un calcio piazzato di Domínguez: per il resto furono 12 mete neozelandesi di cui 11 trasformate, più 3 calci piazzati.

### L'Italia in prima fascia e l'era del Sei Nazioni
L'ingresso dell'Italia nel Sei Nazioni coincise anche con una profonda ristrutturazione del rugby europeo: la FIRA cambiò nome in FIRA - AER (Association Européenne de Rugby, Associazione europea rugby); Italia e Francia abbandonarono definitivamente il torneo continentale, rinominato dal 2000 Campionato europeo per Nazioni, che rimase così riservato solamente alle squadre di seconda fascia, in tal modo ufficializzando l'ingresso dell'Italia tra le sei federazioni con il ranking europeo più alto.
Dopo la Coppa del Mondo, anche Mascioletti lasciò la panchina azzurra, che fu affidata all'ex All Black Brad Johnstone.
Questi guidò la nazionale al suo primo Sei Nazioni, e l'esordio fu dei più incoraggianti: il 5 febbraio 2000, allo Stadio Flaminio di Roma, l'Italia batté la Scozia campione uscente per 34 a 20 riuscendo nell'impresa di evitare il Whitewash nell'anno di esordio, anche se quella fu l'unica vittoria di quel Sei Nazioni e dei due successivi: l'Italia collezionò infatti 14 sconfitte consecutive nel torneo.

Massimo Giovanelli e Alessandro Troncon nel vittorioso esordio italiano 34-20 contro la al Sei Nazioni 2000

Nonostante i tentativi di Johnstone – che ereditava una nazionale in gran parte figlia della tradizione rugbistica francese – di impartire alla squadra una disciplina di tipo anglosassone, tale atteggiamento fu giudicato penalizzante per i rugbisti italiani – oltreché foriero di scelte sbagliate – da personaggi storici del rugby come Marco Bollesan, ex giocatore e allenatore della nazionale e dirigente federale.
Le critiche nascevano dal fatto che, a detta di Bollesan, pur avendo Johnstone una squadra competitiva, egli non riusciva a farla esprimere al meglio per errori nella gestione degli uomini a livello, più che tecnico, caratteriale e psicologico.
Ad autunno 2001 fu affiancato a Johnstone un altro All Black, John Kirwan, che da giocatore vinse la Coppa del Mondo nel 1987 e che disputò diverse stagioni sportive in Italia.
Dopo qualche mese di gestione congiunta, e dopo il Sei Nazioni 2002 concluso di nuovo con il Whitewash, Johnstone fu esonerato e Kirwan divenne C.T. titolare.
Questi mise subito in evidenza i punti a suo dire deboli sui quali lavorare, in particolare riguardo al superamento della mentalità in base alla quale i giocatori si consideravano già sconfitti prima di entrare in campo contro un'avversaria più quotata.
Kirwan portò avanti il 2002 con buoni risultati per quanto riguardava la qualificazione alla Coppa del Mondo di rugby 2003 in Australia (vittorie contro Spagna 50-3 e Romania 25-17) e buone prestazioni, al di là del punteggio di 10-64, contro gli All Blacks ad Hamilton, ma ebbe segnali incerti dalla sessione autunnale di incontri internazionali dopo la sconfitta 6-36 dall'Argentina al Flaminio e 3-34 dall'Australia al Ferraris di Genova.
Nel Sei Nazioni 2003 l'Italia colse la sua seconda vittoria in assoluto nel torneo, a Roma contro il Galles (30-22) ancora una volta alla 1ª giornata; a differenza di quella di tre anni prima, la vittoria del 2003 fu utile per non relegare l'Italia all'ultimo posto, che fu lasciato ai gallesi, i quali incassarono cucchiaio di legno e Whitewash: nell'ultimo incontro del torneo, perso solamente per 25-33 contro la Scozia, l'Italia mancò anzi l'occasione per superare i britannici e stabilirsi al quarto posto, che sarebbe stato il miglior risultato della fin lì breve esperienza nel Sei Nazioni.
Tuttavia il percorso successivo non fu agevole: l'Italia giunse alla Coppa del Mondo 2003 in Australia dopo due sconfitte e una vittoria nei test match di riscaldamento (rispettivamente contro Scozia, Irlanda e Georgia) e, dopo la prevedibile sconfitta nella gara d'apertura del girone contro gli All Blacks (7-70), giunsero le vittorie contro Tonga (36-12) e Canada (19-14); la sfida contro il Galles divenne decisiva per un eventuale accesso ai quarti di finale, ma i britannici vinsero 27-15 e per l'Italia sfumò ancora l'obiettivo di andare oltre il primo turno, obiettivo peraltro meno impensabile che nelle precedenti edizioni, vista la vittoria a inizio anno sui gallesi.
Anche nel Sei Nazioni 2004 l'Italia evitò sia il Whitewash che il Cucchiaio, che furono appannaggio della Scozia, battuta nella 3ª giornata del torneo; nel prosieguo della stagione gli azzurri, impegnati in un tour di metà anno in Romania e Giappone, riportarono una sconfitta contro i primi per 24-25 e una vittoria per 32-19 in Asia e, nei test di fine anno, furono sconfitti 10-59 dalla Nuova Zelanda.

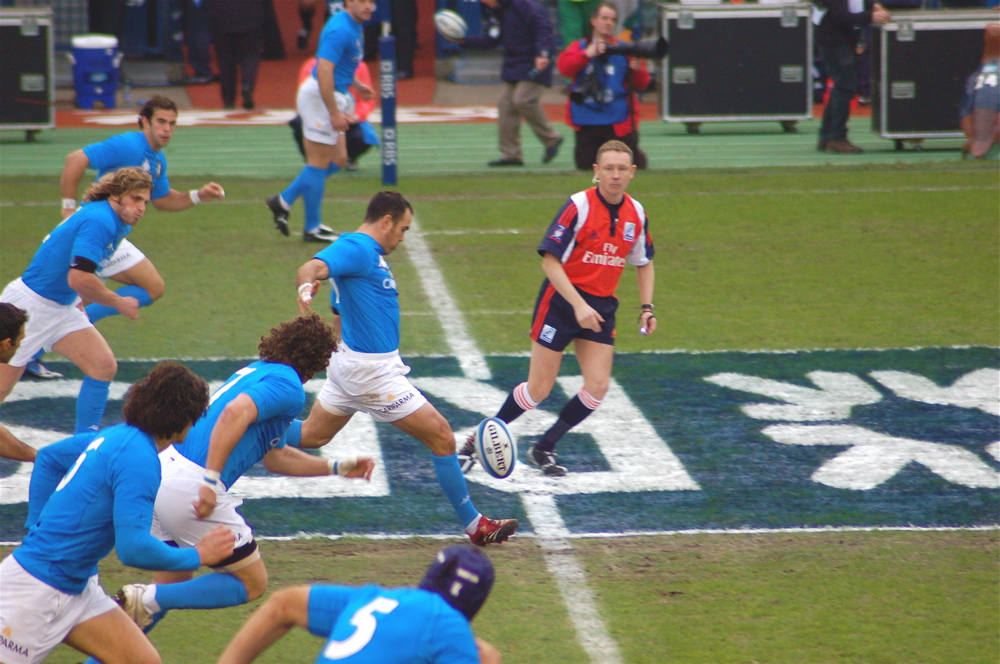
Il calcio d’avvio di – Italia a Murrayfield, Sei Nazioni 2007

Il Whitewash nel Sei Nazioni 2005 costò tuttavia il posto da C.T. a Kirwan che, ad aprile, fu sostituito dal francese Pierre Berbizier, ex nazionale nel ruolo di mediano di mischia; questi si prefissò quale obiettivo primario quello di riportare il rugby italiano nel suo alveo culturale, figlio della subdiffusione della disciplina in tutta Europa a opera dei francesi, e di cercare di favorire lo sviluppo di un'identità nazionale del gioco.
Il resto del 2005 vide tre test match contro l'Argentina (uno dei quali si tradusse nella prima vittoria in casa dei Pumas) e uno ciascuno contro Australia, Tonga e Figi.
A salvare gli azzurri nel 2006 dal Whitewash fu, per la prima volta, un pareggio, che coincise anche con il primo punto fuori casa nel torneo, a Cardiff 18-18 contro il Galles, che però non impedì l'ennesimo Cucchiaio; l'Italia terminò quel Sei Nazioni con un -53 di differenza punti, la migliore fino ad allora.
Gli incontri più significativi del resto dell'anno furono al Flaminio contro Australia (una soddisfacente sconfitta 18-25) e Argentina (sconfitta 16-23).
I primi risultati del lavoro di Berbizier si videro nel Sei Nazioni 2007: dopo la sconfitta 3-39 allo Stade de France, l'Italia andò a Twickenham a disputare contro gli inglesi un incontro di grande spessore agonistico, risultando alla fine sconfitta per 7-20, ma al contempo autrice di una prestazione capace di creare molti problemi alla squadra britannica, sia grazie alla minor pressione che gravava sugli azzurri a detta del CT inglese Brian Ashton, sia soprattutto a un energico pacchetto di mischia messo in campo da Berbizier, come ammise il capitano avversario Phil Vickery.
Nella terza giornata giunse alfine la prima vittoria esterna dell'Italia nel torneo, a Murrayfield contro la Scozia: già davanti 21-0 dopo 6' grazie a tre mete di rapina, gli azzurri vinsero 37-17 e uscirono dallo stadio con gli applausi dei tifosi scozzesi.

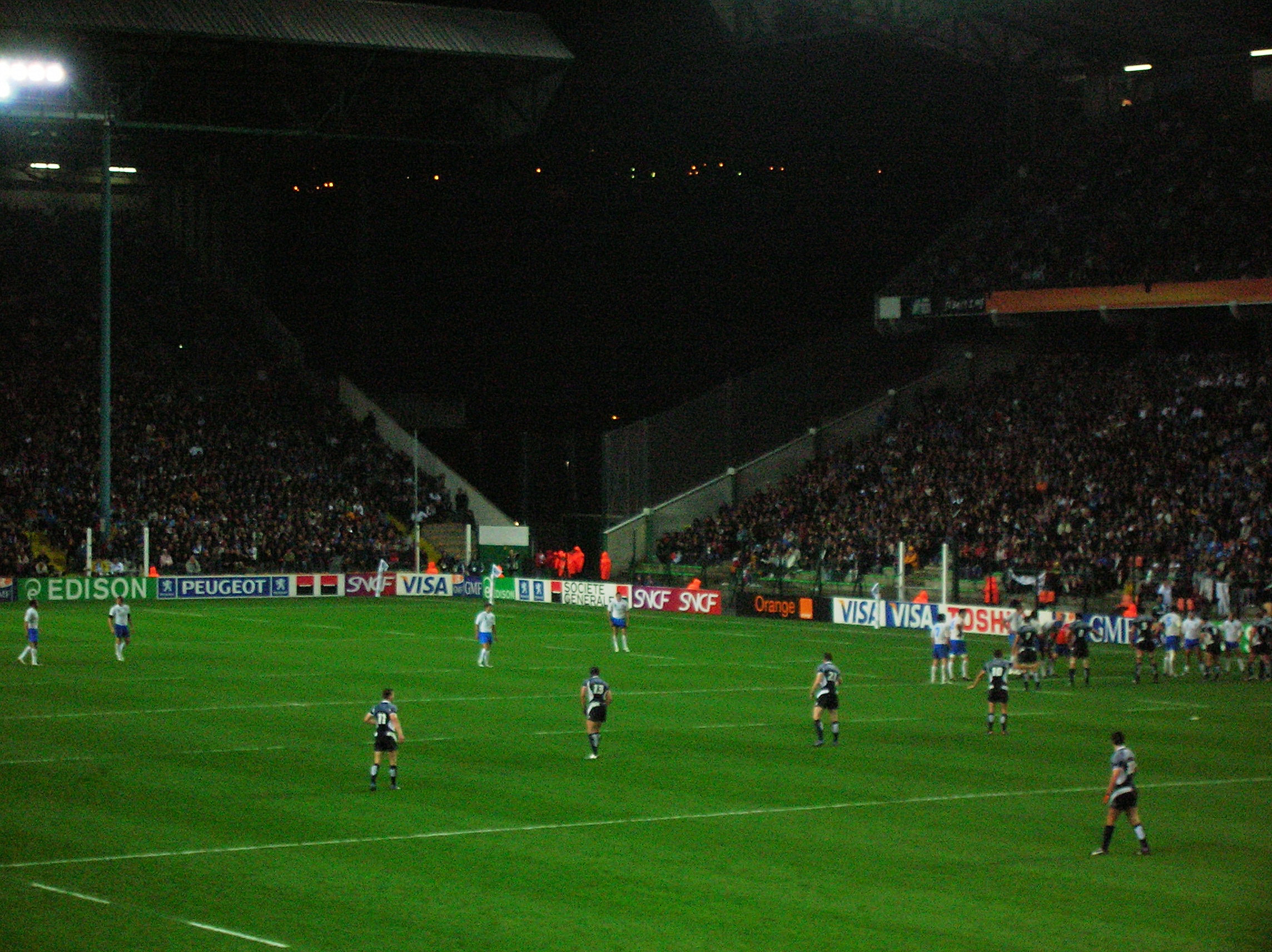
Una fase di - Italia 18-16 alla

L'impresa fu impreziosita dalla successiva vittoria interna 23-20 sul Galles alla 4ª giornata che valse il quarto posto matematico.
Singolarmente, a quel punto della competizione l'Italia aveva una sia pur infinitesimale possibilità di vincerla: infatti la classifica vedeva in testa Francia, Inghilterra e Irlanda a 6 punti e, a seguire, l'Italia con 4, che nell'ultimo turno attendeva al Flaminio proprio l'Irlanda: purtuttavia l'Italia avrebbe dovuto battere l'Irlanda di almeno 20 punti e l'Inghilterra avrebbe dovuto perdere contro il Galles di almeno 19 per ambire quantomeno al terzo posto, mentre per vincere il torneo, ferme restando le due ipotesi precedenti, sarebbe stato necessario un contemporaneo tracollo della Francia contro la Scozia; ciononostante l'Italia fu arbitra della vittoria finale perché, pur perdendo 24-51 contro gli irlandesi, impedì loro di migliorare la differenza punti fatti-subiti rispetto ai francesi – vincitori sulla Scozia 46-19 – che alfine si aggiudicarono il torneo.
L'Italia si avvicinò alla VI Coppa del Mondo in Francia con motivate speranze di passare il turno, speranze avallate anche dai pronostici possibilisti della stampa britannica dopo i risultati nel Sei Nazioni contro Inghilterra e soprattutto Scozia, avversaria degli azzurri nel girone; in ordine di calendario l'Italia affrontò Nuova Zelanda, Romania, Portogallo e la citata Scozia.
Dopo la prevedibile, pesante, sconfitta a Marsiglia (14-76) contro gli All Blacks, giunsero due vittorie contro rumeni e portoghesi e, alfine, l'incontro decisivo al “Geoffroy-Guichard” di Saint-Étienne: l'unica meta dell'incontro fu italiana, da parte di Alessandro Troncon alla sua 101ª e ultima partita internazionale, mentre l'italo-francese David Bortolussi (tre piazzati e una trasformazione) marcò gli altri punti; per gli scozzesi fu Chris Paterson a marcare 6 calci piazzati per il 18-16 finale; lo stesso Bortolussi aveva sul piede la palla per ribaltare il risultato a 4' dalla fine dell'incontro, ma non riuscì a trasformare il calcio piazzato concesso dall'arbitro sudafricano Kaplan.
A Berbizier, che già aveva annunciato la fine del suo incarico al termine dell'impegno azzurro in Coppa del Mondo, subentrò l'anglo-sudafricano Nick Mallett, che da giocatore aveva avuto un'esperienza in Italia a Rovigo e da allenatore era stato il C.T. del Sudafrica che nel 1999 aveva battuto 101-0 gli azzurri.

### La gestione Mallett

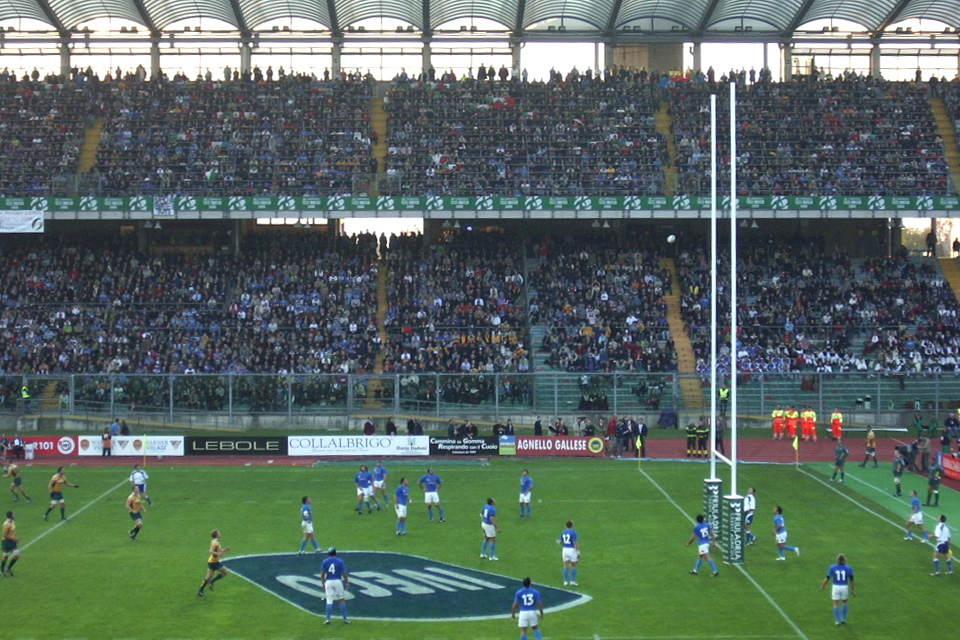
Una fase di Italia – a Padova,

Mallett esordì abbastanza positivamente nel Sei Nazioni 2008 con una sconfitta 11-16 a Croke Park contro l'Irlanda e una per 19-23 al Flaminio contro l'Inghilterra, miglior risultato fino ad allora contro i Bianchi d'Oltremanica; il CT diede spazio, come preannunciato, a elementi giovani provenienti dal campionato come l'ala Alberto Sgarbi e l'apertura Andrea Marcato, entrambi del Benetton; nonostante la sconfitta contro il Galles autore del Grande Slam a fine torneo, giunse la convincente prova contro la Francia a Saint-Denis per 13-25 e, infine, la vittoria a Roma nell'ultima giornata contro la Scozia grazie a un drop all'80' di Marcato che, se non servì a evitare il Cucchiaio, risparmiò agli azzurri il quarto Whitewash e li tenne a punti per la terza edizione di seguito.
Nel tour di metà anno la squadra perse 0-26 dal Sudafrica a Città del Capo (risultato ritenuto soddisfacente sotto il punto di vista del carattere e della fase difensiva da parte della stampa sia italiana che sudafricana) e vittoria in rimonta a Córdoba contro l'Argentina, con meta di Ghiraldini trasformata da Marcato all'80' sul 12-6 per i Pumas.
A tale vittoria fecero seguito, tuttavia, 13 sconfitte consecutive: le tre dei test match di fine anno contro Australia (20-30 a Padova, che era ancora 20-20 a pochi minuti dalla fine), Argentina (14-22 a Torino) e Pacific Islanders (17-25 a Reggio Emilia), il whitewash nel Sei Nazioni 2009 e le tre del successivo tour in Australasia (8-31 e 12-34 contro l'Australia, ma anche un rinfrancante 6-27 contro la Nuova Zelanda a Christchurch, che autorizzò la rinascita delle speranze).

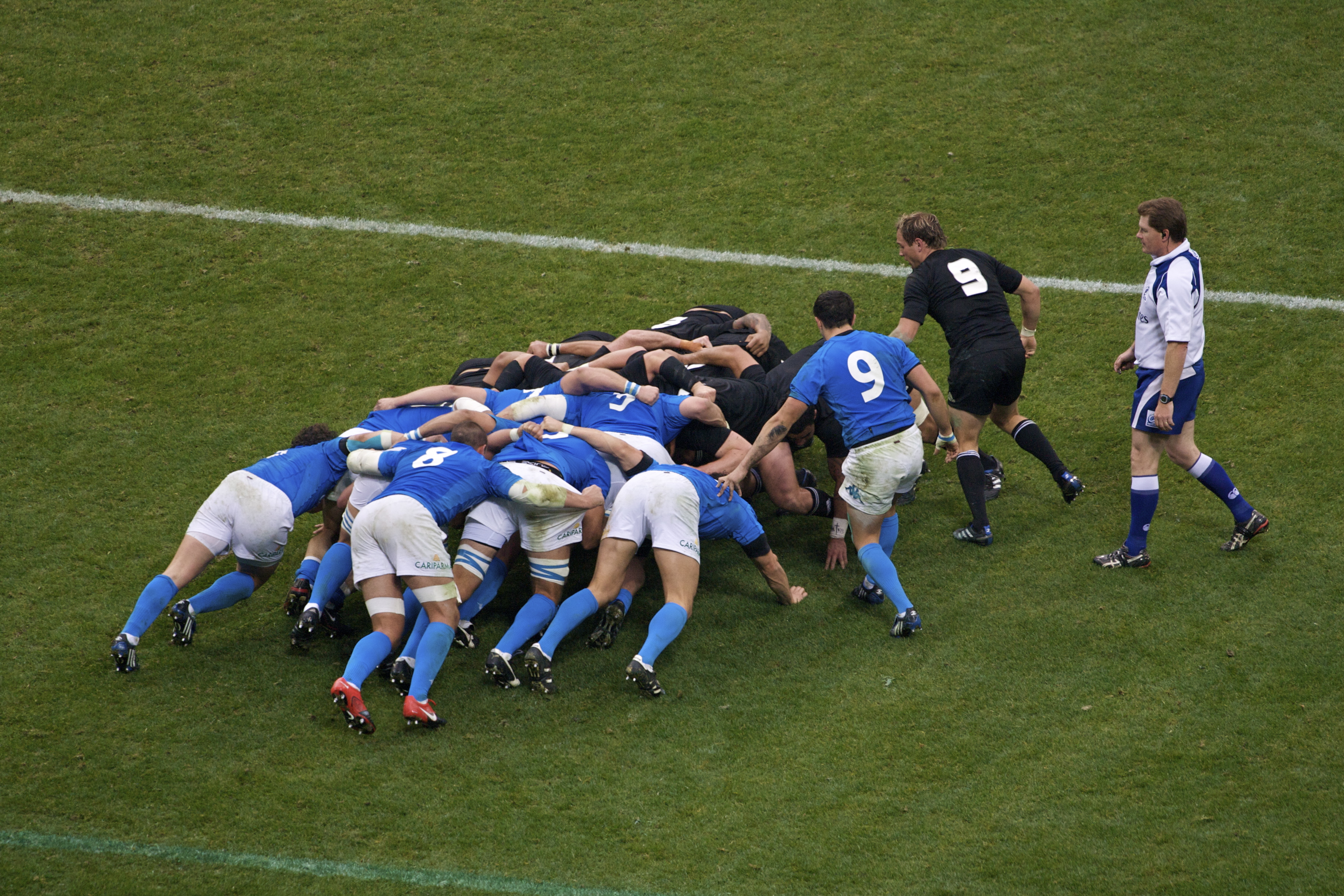
Una mischia in Italia - a Milano, novembre 2009

Nei test match di fine anno si videro i primi segnali di ripresa: la Nuova Zelanda, ospite allo stadio Meazza di Milano, impianto normalmente dedito al calcio e per l'occasione gremito da più di 81000 spettatori, non riuscì ad avere la meglio in maniera definitiva sulla prima linea italiana e vinse con uno scarto relativamente basso, 20-6 al termine di un incontro i cui ultimi dieci minuti la videro bloccata sulla propria linea di meta a seguito di una serie di mischie a introduzione italiana che le impedirono di fatto di giocare il pallone; una settimana più tardi il Sudafrica vinse a Udine un incontro in cui l'Italia concesse agli Springbok i primi dieci minuti di gioco, ma poi riuscì a tenere il campo e, infine, ad Ascoli Piceno, giunse un 24-6 su Samoa che interruppe la serie di sconfitte che durava da 17 mesi.

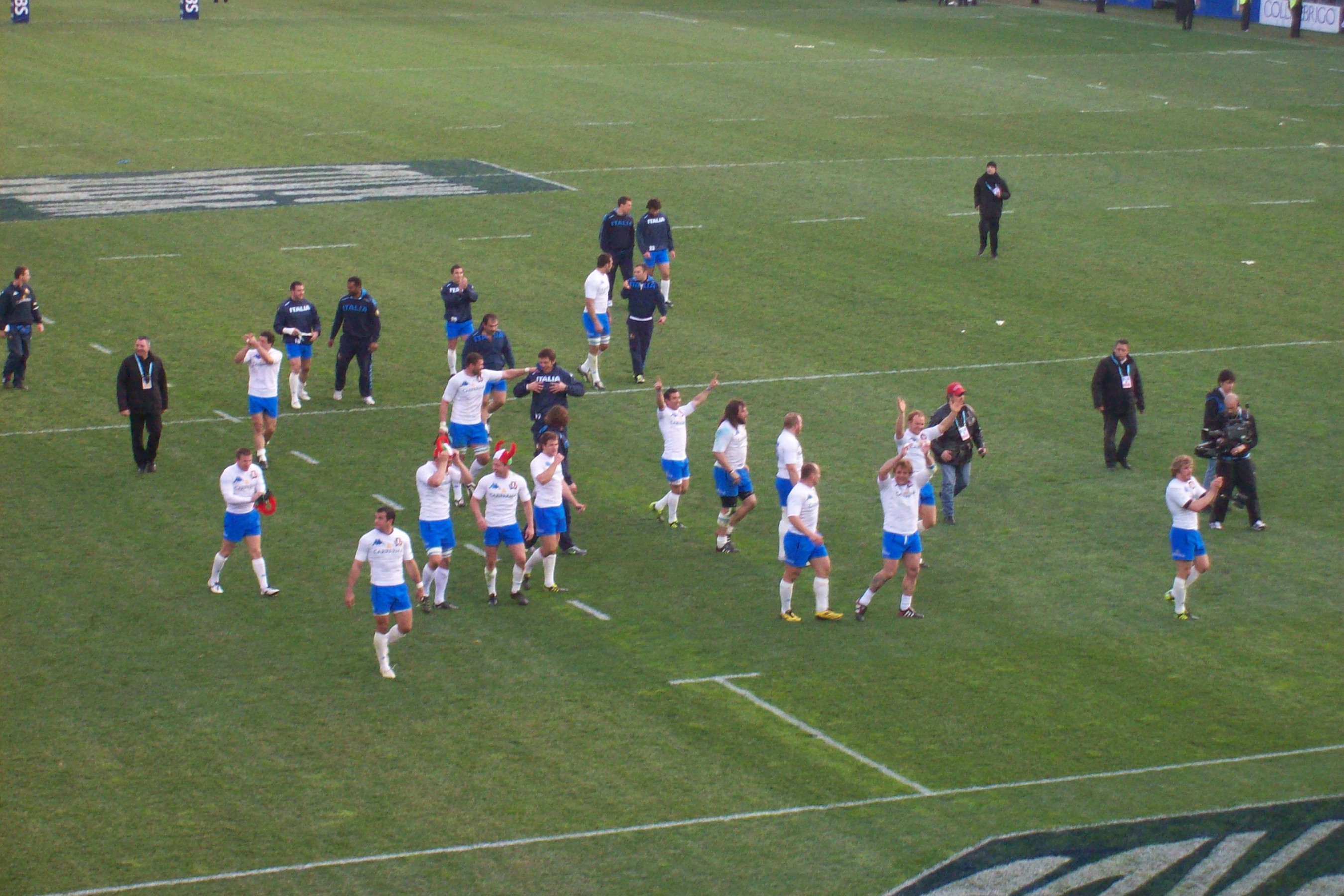
I giocatori italiani celebrano la vittoria contro la nel Sei Nazioni 2011

Interlocutorio il Sei Nazioni 2010, con due sconfitte accettabili contro Irlanda e Inghilterra (rispettivamente 11-29 e 12-17) e due meno soddisfacenti contro Galles e Francia (10-33 e 26-46) inframmezzate da una vittoria 16-12 contro la Scozia a evitare il Whitewash, il tour di metà anno in Sudafrica diede indicazioni contrastanti, con una sconfitta 13-29 frutto di buon gioco contro gli Springbok, ma un'altra per 11-55 con sette mete subite.
L'anno terminò con una sconfitta 16-22 a Verona contro l'Argentina che lasciò molti dubbi, in parte fugati dalla prestazione successiva a Firenze contro l'Australia, condotta praticamente alla pari fino alla fine quando Rocky Elsom trovò una meta che tolse gli Wallabies dall'imbarazzo di vincere contro l'Italia solo grazie ai punti al piede, stante il conteggio pari di mete fino a quel momento.
La seconda vittoria del 2010 giunse proprio nell'ultima partita dell'anno, contro Figi a Modena.

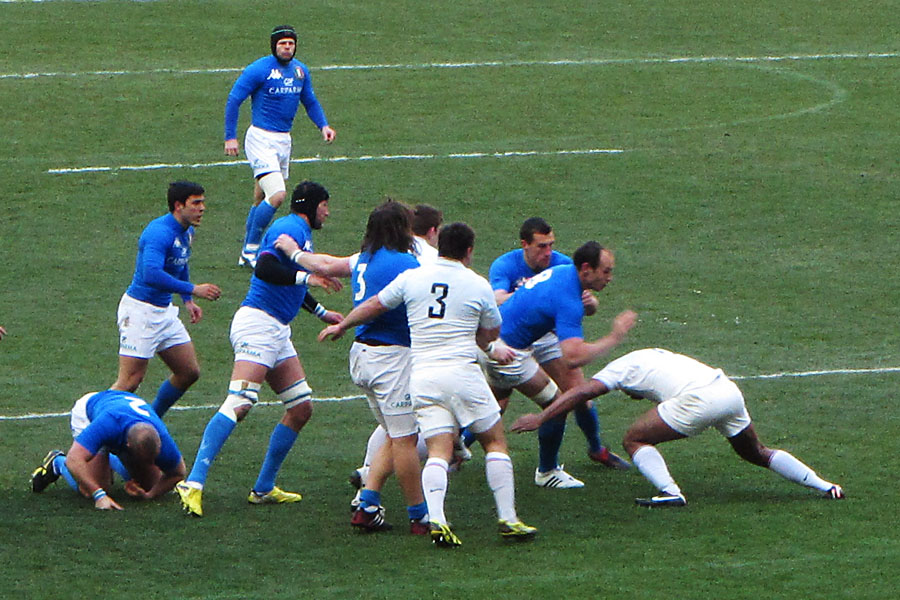
Sergio Parisse placcato durante – Italia al Sei Nazioni 2012

Il Sei Nazioni 2011 terminò per l'Italia all'ultimo posto a pari punti della Scozia, ma vide la squadra autrice di prestazioni di rilievo negli incontri interni: nell'apertura di torneo giocata al Flaminio contro l'Irlanda, gli azzurri conducevano per 10-11 fino a tre minuti dalla fine quando Ronan O'Gara ribaltò il punteggio con un drop che diede alla sua squadra la vittoria per 13-11; una sconfitta a Cardiff per 16-24 frutto di disattenzioni ma, il 12 marzo, nella quarta giornata, la prima vittoria assoluta sul proprio terreno contro la Francia, un 22-21 maturato al termine di una rimonta che vedeva l'Italia soccombere per 6-18 a venticinque minuti dalla fine a seguito del quale lo staff transalpino fu messo sotto accusa dalla stampa francese.
Grazie a tale vittoria, coincidente con l'ultima partita internazionale disputata allo stadio Flaminio, l'Italia si aggiudicò per la prima volta dalla sua istituzione il Trofeo Garibaldi.
Nei test match agostani di preparazione alla Coppa del Mondo 2011, una vittoria al "Manuzzi" di Cesena contro il Giappone per 31-24 costellata da alcuni errori difensivi pagati con tre mete giapponesi e una sconfitta a Edimburgo contro la Scozia per 12-23 con due mete per parte e decisa dal gioco al piede furono il viatico per la competizione in Nuova Zelanda, nella quale l'Italia debuttò contro l'Australia, ben contenuta nel primo tempo terminato 6-6 ma irresistibile nella ripresa con 4 mete e vincitrice per 32-6; le due successive partite contro Russia e Stati Uniti furono due vittorie con bonus (53-17 e 27-10) che permisero agli azzurri di presentarsi all'incontro decisivo con il suo miglior punteggio di sempre (10 punti in tre incontri); contro l'Irlanda, tuttavia, si ripeté il copione già visto in occasione della partita con gli Wallabies: primo tempo sostanzialmente equilibrato (9-6 per gli irlandesi) contrapposto a una ripresa con tre mete subìte, per un passivo di 6-36 ed ennesima eliminazione sulla soglia dei quarti di finale.
Già da prima del Sei Nazioni la federazione aveva deciso di non rinnovare il contratto a Mallett e investì della successione il francese Jacques Brunel, già allenatore in patria del Perpignano condotto alla vittoria del campionato 2008-09.

### L'Italia di Jacques Brunel

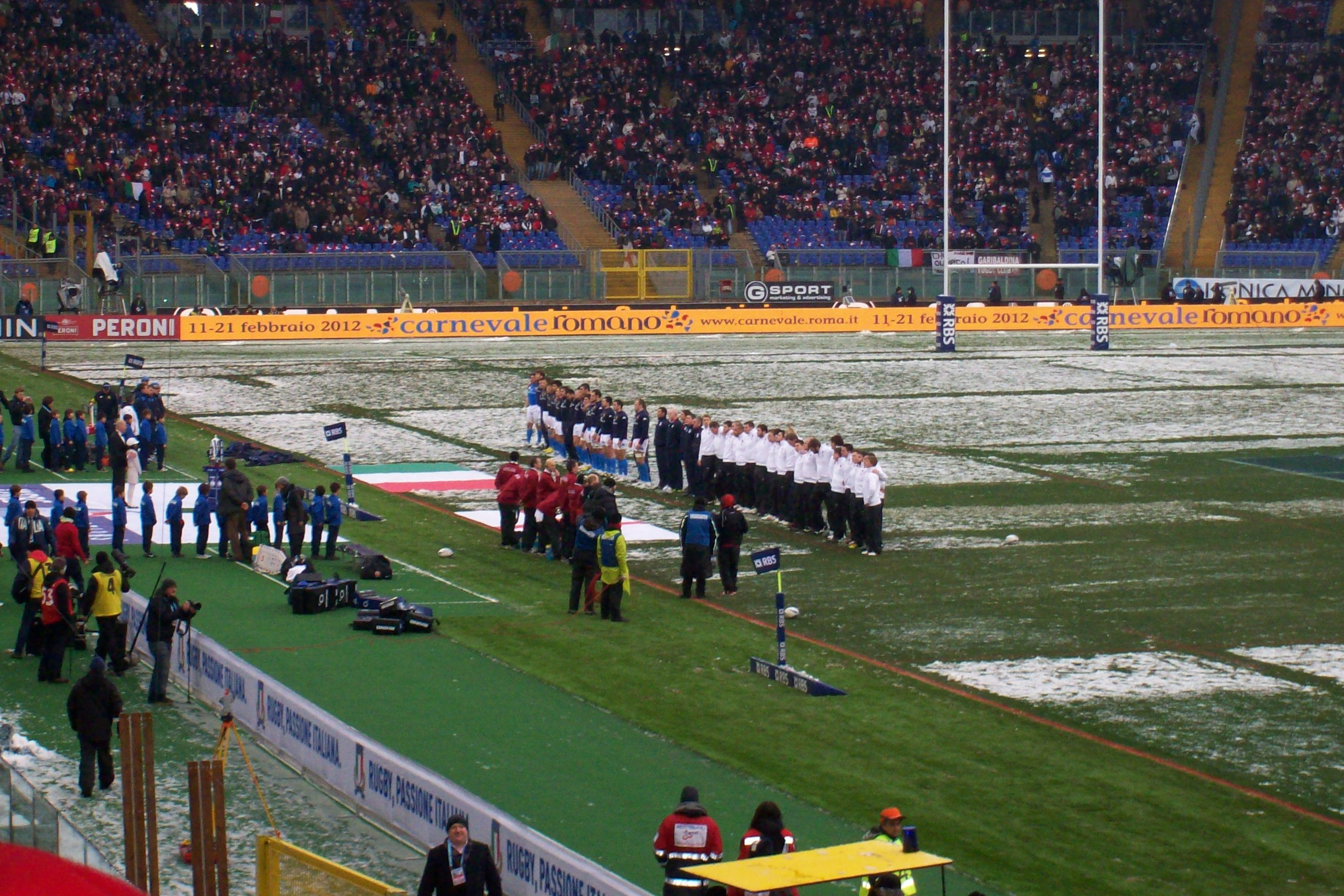
Le squadre di Italia e nel Sei Nazioni 2012

Il primo appuntamento del nuovo C.T. fu il Sei Nazioni 2012, proprio contro la Francia che presentava anch'essa un nuovo allenatore, Philippe Saint-André.
A Saint-Denis la squadra di casa si impose 30-12.
Una settimana più tardi, in una Roma insolitamente battuta da freddo e neve, l'Italia accolse l'Inghilterra nella nuova sede dello Stadio Olimpico: gli azzurri marcarono due mete nel primo tempo e andarono vicini a una prima storica vittoria contro gli avversari di Oltremanica, ma nella ripresa i punti al piede ribaltarono il risultato e assicurarono agli inglesi la vittoria per 19-15, anche se per la prima volta segnarono meno mete dell'Italia in un incontro singolo.
Dopo due ulteriori sconfitte in Galles e Irlanda, giunse la vittoria scaccia-Whitewash contro la Scozia per 13-6 nell'ultimo turno.
In America a metà anno giunse una sconfitta 22-37 a San Juan contro l'Argentina, mentre a Toronto e a Houston giunsero due vittorie rispettivamente contro Canada (25-16) e Stati Uniti (30-10).
A novembre successivo l'Italia conseguì la terza vittoria consecutiva a 14 anni di distanza dall'ultima serie analoga: a Brescia Tonga fu sconfitta 28-23; il sabato successivo furono di scena all'Olimpico di Roma gli All Blacks: a fronte di un primo tempo ben contenuto, chiuso in svantaggio 7-13, l'Italia tenne alta la concentrazione fin quasi alla fine: al 69' il risultato era ancora di 23-10 per gli ospiti, ma tre mete nel finale portarono i neozelandesi a 42.
A Firenze, una settimana più tardi, l'Italia mancò l'occasione di conseguire il suo primo risultato utile contro l'Australia: sotto 3-16 all'intervallo, gli azzurri risalirono fino al 19-22 e a un minuto dalla fine, con Luciano Orquera, mancarono il calcio piazzato del possibile 22 pari; il Guardian scrisse di un'Australia «sopravvissuta» al contrassalto dell'Italia e la stessa stampa degli antipodi parlò di «vittoria risicata contro un'Italia rediviva».

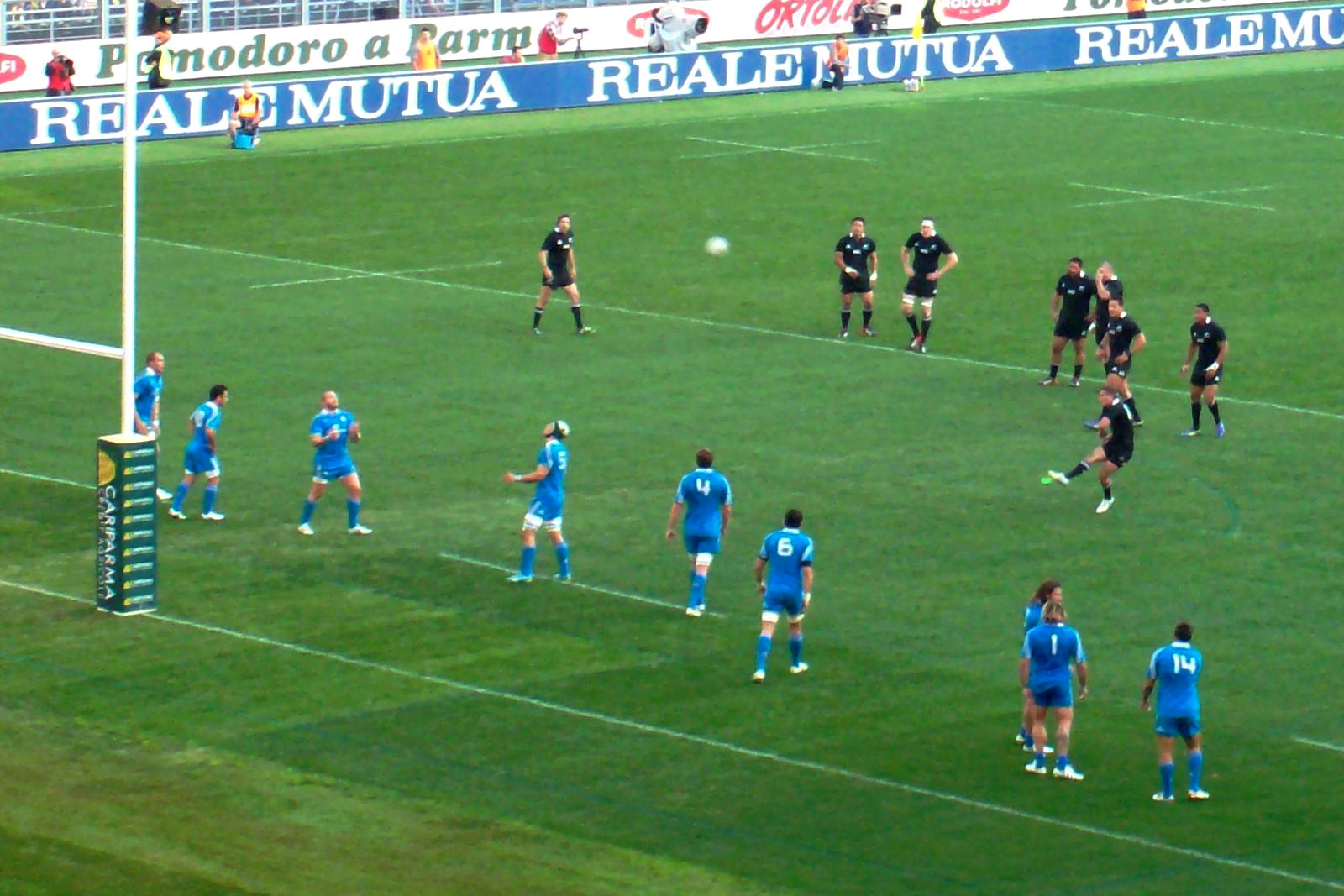
Italia – Nuova Zelanda a Roma nel 2012: Aaron Cruden trasforma per gli All Blacks

Nella gara d'apertura del Sei Nazioni 2013 l'Italia ripeté contro la Francia l'impresa di due anni prima, benché in maniera più netta, dominando fisicamente l'incontro e non sbagliando quasi niente sia in mischia che in touche: 23-18 fu il risultato finale; seguirono una sconfitta 10-34 contro la Scozia a Murrayfield e un 9-26 interno contro il Galles, ma a Twickenham l'Italia vinse per la seconda volta il conteggio delle mete, marcando l'unica dell'incontro perso 11-18 (sei calci piazzati per gli inglesi, costretti a una gara difensiva; nell'ultima giornata del torneo, infine, a Roma fu battuta l'Irlanda per 22-15; grazie a tale vittoria gli azzurri sorpassarono in classifica proprio gli irlandesi e chiusero il torneo al quarto posto tenendosi dietro anche la Francia.
A giugno 2013 Brunel affrontò quello che, in retrospettiva, fu considerato il tour che innescò la spirale in controtendenza della squadra: un quadrangolare in Sudafrica, in cui, persa prevedibilmente la prima partita contro gli Springbok per 10-44, le altre due sconfitte giunsero per cattiva condizione fisica (contro Samoa 10-39) e per limiti di tenuta dopo aver condotto fino all'80' (Scozia, 29-30).
La striscia non si interruppe neppure in autunno, quando l'Australia vinse 50-20 a Torino e l'Argentina 19-14 a Roma.
Il 2014 non fu migliore, con un Whitewash nel Sei Nazioni e ulteriori tre sconfitte nel successivo tour in Asia e Pacifico, nell'ordine contro Figi, Samoa e, infine, Giappone, che mai prima d'allora aveva battuto gli azzurri.
Prevennero parzialmente il fallimento completo la vittoria di fine anno contro Samoa e due sconfitte combattute contro Argentina e Sudafrica.
L'Italia, per la prima volta dal 2007, tornò alla vittoria esterna nel Sei Nazioni 2015, di nuovo in casa della Scozia ma, quello a parte, soffrì quattro sconfitte, due delle quali, pesanti, in casa propria a opera della Francia (0-29) e Galles (20-61).
Inserita in un girone di Coppa del Mondo che la vedeva contrapposta a Francia, Irlanda, Canada e Romania, l'Italia si presentò alla rassegna reduce da tre sconfitte nei test match di preparazione, due delle quali sconcertanti contro la Scozia (12-16 in casa a Torino e 7-48 a Edimburgo, peggiore risultato di sempre contro la nazionale britannica) e una, un 19-23 a Cardiff contro il Galles, capace di riaccendere speranze.
La partita d'esordio a Londra contro la Francia si risolse in una sconfitta per 10-32 con molti punti transalpini al piede, 22, frutto di indisciplina italiana in mischia; la sconfitta obbligò l'Italia a cercare di fare risultato contro l'Irlanda nel terzo incontro, ma prima c'era da vincere quello contro il Canada, missione alfine compiuta dagli azzurri ma con grande fatica, per 23-18.
Un'Italia trasformata costrinse gli irlandesi al fallo sistematico e all'espulsione di un loro elemento, ma tale impegno fruttò solamente una sconfitta per 9-16 che valse solo un punto di bonus e l'eliminazione dalla corsa ai quarti di finale.
La successiva vittoria per 32-22 sulla Romania mise in sicurezza la qualificazione alla successiva Coppa del Mondo 2019 in Giappone.
L'ultimo appuntamento internazionale di Brunel fu il Sei Nazioni 2016, conclusosi con il secondo Whitewash della sua gestione dopo quello del 2014; pur iniziato abbastanza bene con una semicasuale sconfitta a Saint-Denis per 21-23 contro la Francia, giunsero due sconfitte interne senza gioco contro Inghilterra e Scozia.
Dei due rovesci esterni, moderato quello in Irlanda ma pesante (14-67) quello in Galles.
Il successivo 25 marzo fu ufficializzato l'ingaggio del tecnico irlandese Conor O'Shea, che prese ufficialmente in carico la nazionale al termine dei suoi impegni con la squadra di club dell'Harlequins.

### La gestione O'Shea e la prima vittoria contro l'Emisfero Sud
Firenze, Stadio Artemio Franchi, 19 novembre 2016
ITALIA — SUDAFRICA 20-18
Marcatori: 9’ Habana m.; 13’ v. Schalkwyk m. (tr. Canna); 18’ de Allende m. (tr. Lambie); 29’ Padovani c.p.; 46’ Lambie c.p., 57’ Venditti m. (tr. Canna); 60’ Jantjies c.p.; 64’ Canna c.p.
ITALIA: Padovani, Bisegni, Benvenuti, McLean, Venditti, Canna (70’ Allan), Bronzini (70’ Gori); Panico (41’ N. Quaglio), Gega, Cittadini (41’ Ferrari), Fuser, v. Schalkwyk (27’ Biagi), Minto (59’ B. Steyn), S. Favaro,  Parisse
Allenatore: Conor O'Shea
SUDAFRICA: W. le Roux (70’ J. Goosen), Combrink, F. Venter, de Allende, Habana, Lambie (52’ Jantjies), Paige (52’ F. de Klerk); Mtawarira (52’ Kitshoff),  A. Strauss (76’ Mbonambi), Koch (52’ Nyakane), du Toit, L. de Jager (70’ Mostert), Carr, Alberts (64’ Mohoje), Whiteley
Allenatore: Allister Coetzee
Arbitro:  George Clancy
Ammonizioni: 41’-51’ Fuser
O'Shea esordì alla guida dell'Italia nel corso del tour di metà anno nelle Americhe; con l'obiettivo dichiarato di migliorare la tenuta fisica della squadra, andò incontro a una sconfitta 24-30 a Santa Fe contro l'Argentina nonostante una prova giudicata generalmente positiva; le due prestazioni nordamericane, altrettante vittorie contro Stati Uniti (24-20 a San Jose) e Canada (20-18 a Toronto), furono giudicate dalla stampa più negativamente rispetto alla prova esibita contro i Pumas.
Fu a novembre, tuttavia, che l'Italia conseguì uno dei suoi risultati più clamorosi: attesa in sequenza da tre test match Nuova Zelanda, Sudafrica e Tonga, rispettivamente a Roma, Firenze e Padova, davanti ai 63000 spettatori dell'Olimpico gli Azzurri furono sconfitti 10-68 dagli All Blacks, risultato che tuttavia non scalfì la fiducia di O'Shea dettosi soddisfatto della prestazione in campo della squadra.
All'"Artemio Franchi", la settimana successiva, la fiducia mostrata dal C.T. si confermò ben riposta: gli Azzurri disputarono un incontro ruvido e fisico avendo alla fine ragione 20-18 degli Springbok; anche il mondo anglosassone non mancò di sottolineare l'evento, che vedeva l'Italia per la prima volta battere una delle tre grandi potenze dell'Emisfero Sud nonché una delle vincitrici della Coppa del Mondo, circostanza mai verificatasi in precedenza, per di più contro una squadra che sopravanzava gli Azzurri di nove posizioni nel ranking mondiale World Rugby (il Sudafrica era quarto all'epoca).
Quasi inosservata passò, una settimana dopo, la sconfitta di Padova contro Tonga per 17-19, maturata solo nell'ultimo secondo di gioco a seguito di un calcio piazzato del tongano Takulua, frutto di poca lucidità con cui l'Italia pagò lo sforzo della vittoria di Firenze.

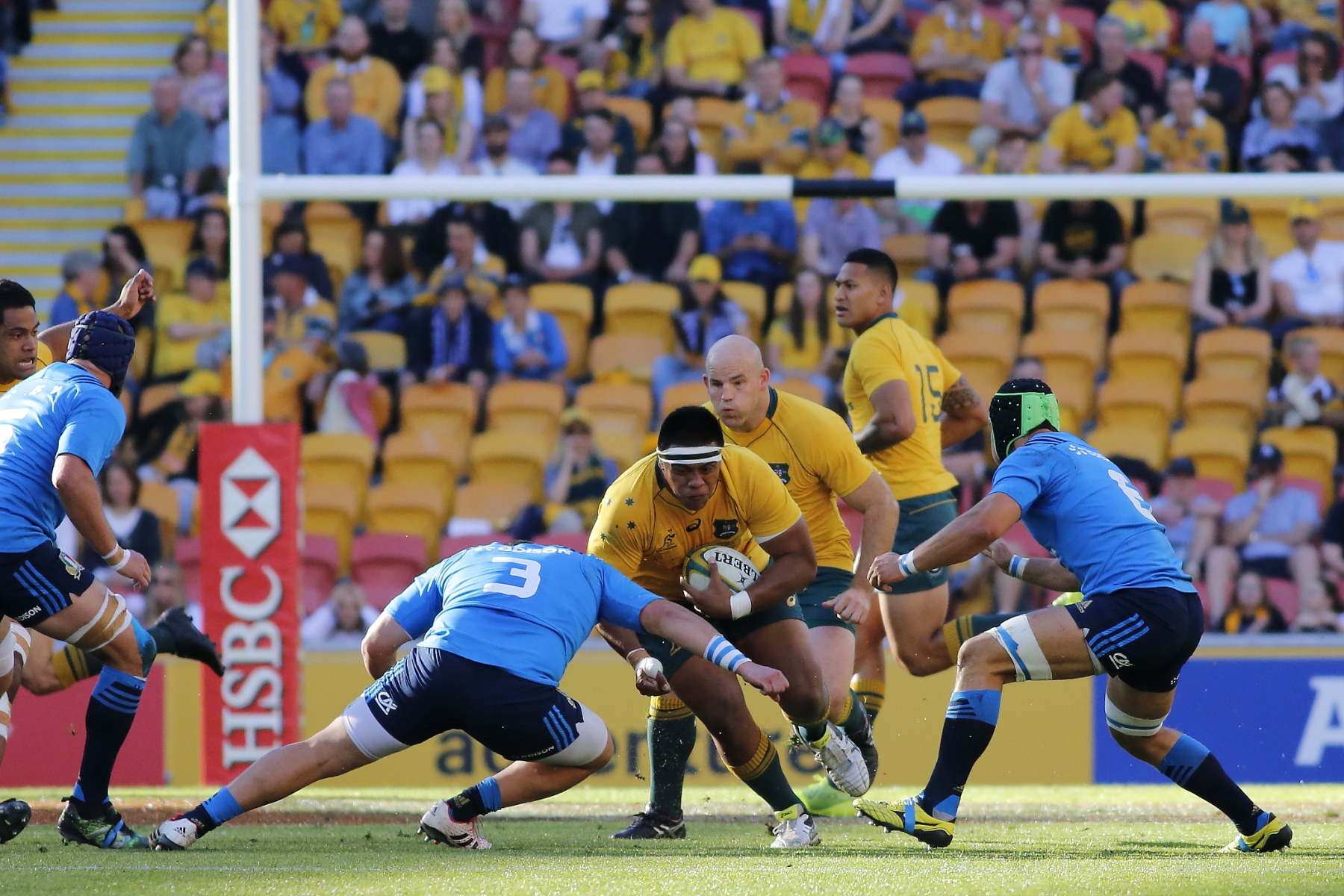
Una fase di – Italia a Brisbane nel giugno 2017

L'incontro inaugurale del Sei Nazioni 2017 contro il Galles fu il primo di tale torneo in cui a un capo di Stato italiano, nell'occasione il presidente Sergio Mattarella, furono presentate le squadre.
Dopo un primo tempo chiuso in vantaggio 7-3, nella ripresa gli italiani subirono il ritorno dei gallesi, autori di 30 punti e vincitori alfine 33-7, anche se il capitano Parisse e il C.T. O'Shea espressero dubbi sulla conduzione arbitrale di J.P. Doyle che a loro detta punì gli azzurri in maniera preponderante a fronte di una fallosità più o meno uguale delle due squadre.
La sconfitta per 10-63 – il più pesante rovescio interno del torneo – contro l'Irlanda nella seconda giornata parve preludere a un pomeriggio d'agonia a Twickenham nel turno successivo, ma inaspettatamente la squadra sorprese gli inglesi con una condotta di gara priva di qualsiasi indisciplina grazie alla quale chiuse il primo tempo in vantaggio di 10-5.
I Bianchi britannici, di fronte alla tattica italiana di non andare a contatto dopo il placcaggio onde non creare un raggruppamento che avrebbe generato una linea di fuorigioco, rimasero talmente spiazzati da chiedere insistentemente al direttore di gara francese Romain Poite indicazioni sul come comportarsi, sì da indurre lo stesso Poite a risponder loro di essere l'arbitro, non un allenatore.
Nella ripresa il risultato rimase in bilico (17-15 per l'Inghilterra) fino al 69', poi tre mete inglesi, due trasformate, portarono il risultato a 36, ma la stampa britannica vide nella partita preparata da O'Shea una prova di maturità tattica che allontanò ogni ipotesi di esclusione dell'Italia dal torneo, paventata dopo le non brillanti prestazioni prima della vigilia.
Dopo una sconfitta interna 18-40 all'Olimpico contro la Francia, giunse lo 0-29 di Edimburgo contro la Scozia a rovinare parzialmente quanto di buono, dal punto di vista della crescita tattica, l'Italia aveva mostrato nei primi mesi della gestione O'Shea.
Il tour di metà anno nel Pacifico si concluse con tre sconfitte: brutta la prima contro la Scozia a Singapore (10-34), casuale quella a Suva contro Figi (19-22), maturata all'ultimo secondo di partita, promettente quella di Brisbane contro l'Australia, decisa solo negli ultimi due minuti di gioco prima dei quali la squadra era ancora indietro di un punto (27-28) contro gli Wallabies; due mete, al 78' e all'80', arrotondarono lo score australiano per un 27-40 finale giudicato troppo punitivo per gli Azzurri.
A novembre Figi restituì la visita e al Cibali di Catania l'Italia si prese la rivincita per 19-10; una settimana più tardi giunse l'ennesima sconfitta contro l'Argentina per 15-31 e non si ripeté l'impresa di un anno prima contro gli Springbok, vincitori a Padova 35-6.

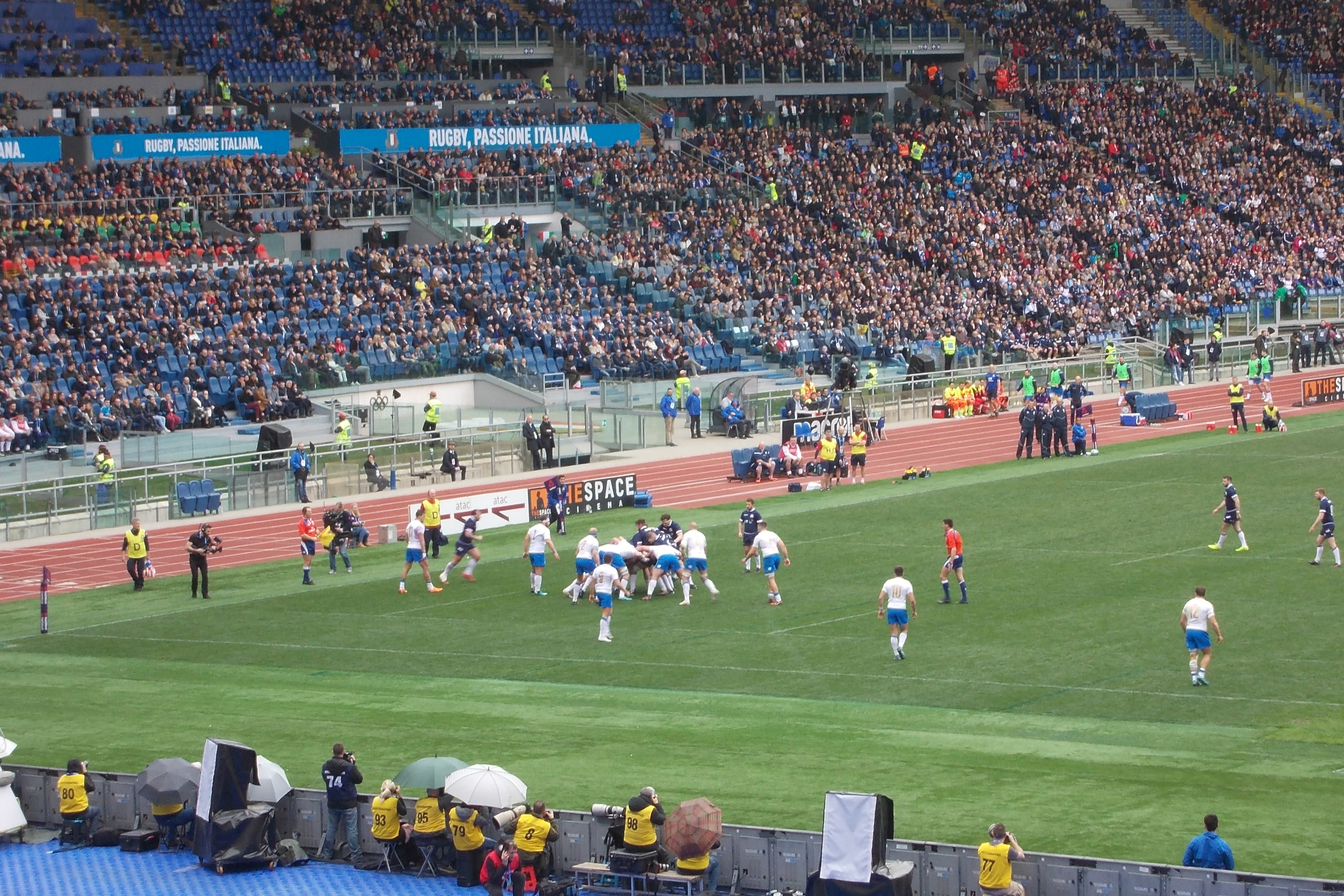
Una fase di Italia – Scozia a Roma al Sei Nazioni 2018

Anonimo anche il Sei Nazioni 2018, conclusosi con un solo punto, frutto di una sconfitta di misura grazie al bonus nel frattempo introdotto nel torneo dall'anno precedente quando fu adottato il metodo di classifica del Rugby Championship: dal punto di vista statistico l'Italia disputò il suo primo incontro di venerdì e in notturna nel torneo, oltre a farlo in una sede diversa da quella generalmente in calendario: la Francia, infatti, organizzò il proprio incontro interno con gli Azzurri al Vélodrome di Marsiglia invece che allo Stade de France.
L'unico punto ottenuto dall'Italia fu dovuto alla sconfitta 27-29 a Roma contro la Scozia, che ribaltò il punteggio con un calcio piazzato di Greig Laidlaw a un minuto e mezzo dalla fine.
In Giappone a metà anno per acclimatarsi alla Coppa del Mondo 2019 in programma in tale Paese, l'Italia vinse una gara di riscaldamento infrasettimanale contro una formazione locale di Top League, ma perse il primo test match contro i Sakura per 17-34, seconda sconfitta consecutiva contro la squadra del Sol Levante dopo quella del 2014; nel secondo test match l'Italia riequilibrò la situazione vincendo 25-22 una partita che, sul piano del gioco e delle occasioni, a detta della stampa avrebbe giustificato un punteggio più largo a favore degli Azzurri.
Riguardo ai test match autunnali, quasi inosservato passò il rovescio nel primo di essi contro l'Irlanda in un match-esibizione organizzato a sette fusi orari di distanza a Chicago per il pubblico statunitense; l'Italia, infatti, a giugno aveva raccolto la sfida chiestale dalla federazione georgiana, la cui nazionale proveniva da sei vittorie nei più recenti sette campionati europei, e più volte rivendicava il diritto di chiedere l'ammissione al Sei Nazioni, eventualmente proprio a spese della stessa Italia; l'incontro fu fissato per il 10 novembre a Firenze e si risolse in una netta vittoria azzurra, più ampia di quanto il punteggio dica (quattro mete a due per l'Italia per un punteggio di 28-17), che aiutò a respingere le pretese del rugby georgiano, ancora distante dal livello del Sei Nazioni.
Pieno di rimpianti il successivo 7-26 con cui la squadra perse a Padova contro un'Australia per gran parte dell'incontro in confusione tattica e fortunata a vedersi annullare, nel primo tempo, due mete italiane a seguito di decisioni arbitrali giudicate errate dalla stampa; quasi una resa per impotenza la sconfitta per 3-66 (dieci mete a zero) contro gli All Blacks a Roma nell'ultimo incontro della serie autunnale.
Il Sei Nazioni 2019, a meno di 10 mesi dalla Coppa del Mondo in Giappone, si risolse in un Whitewash: a parte la pesante lezione subìta dall'Inghilterra (14-57 a Twickenham), gli altri incontri videro l'Italia sconfitta con passivi tra i 10 e i 13 punti (Scozia 20-33, Galles 15-26, Irlanda 16-26 e Francia 14-25) con segnali di crescita nelle ultime due partite, in cui la squadra aveva controllato il gioco ma perso per errori individuali.
Senza tour di metà anno, il calendario internazionale riprese ad agosto con le gare di riscaldamento per la Coppa del Mondo 2019: per l'Italia furono 3 sconfitte su 4 test match, contro Irlanda, Francia e Inghilterra, e una vittoria 85-15 contro la Russia in una sede insolita per un incontro internazionale, lo stadio Riviera delle Palme di San Benedetto del Tronto.

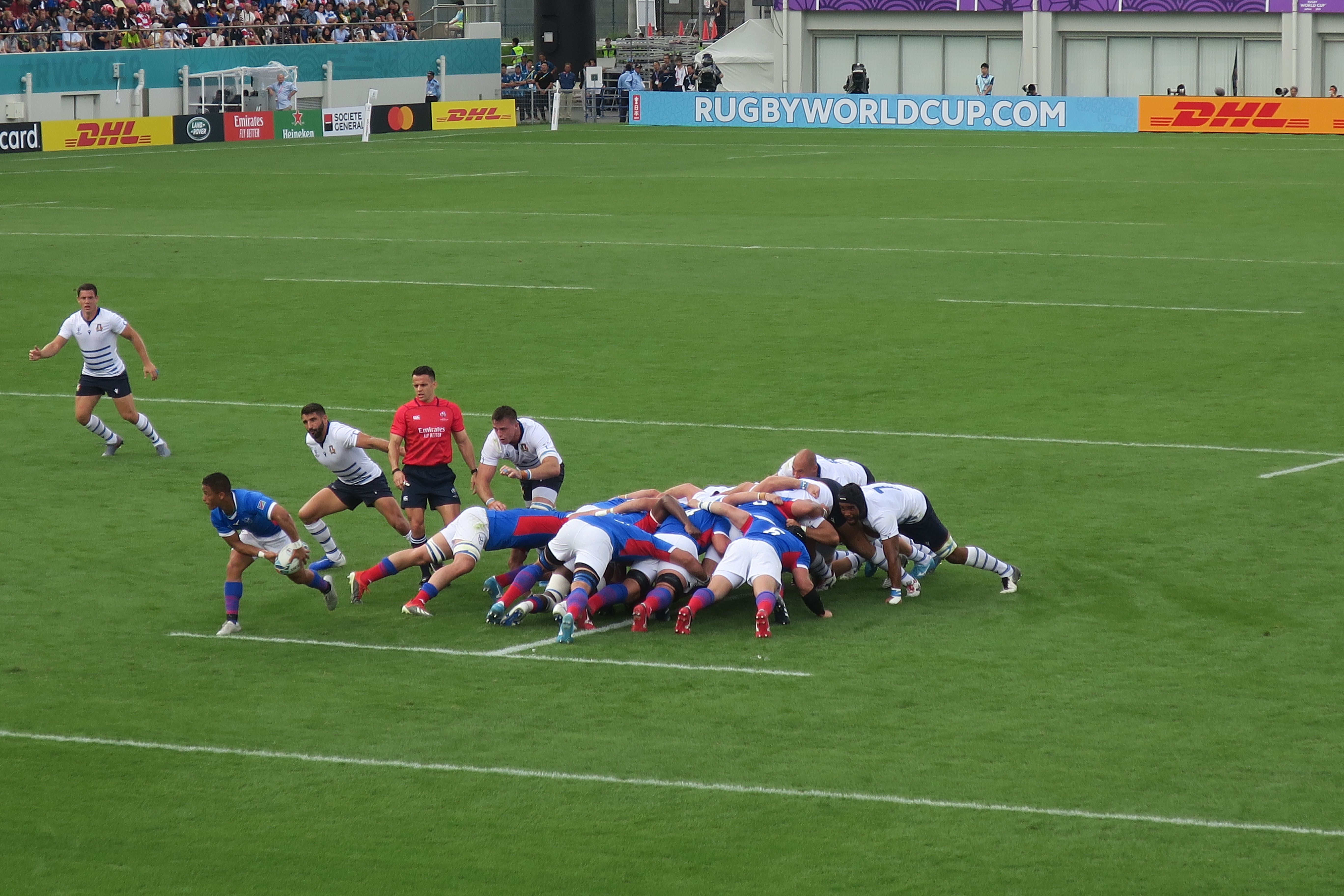
Una fase di – alla

L'Italia era stata sorteggiata nel girone B della Coppa del Mondo e il suo calendario prevedeva, nell'ordine, Namibia, Canada, Sudafrica e Nuova Zelanda; nelle prime due partite che affrontò contro gli avversari abbordabili fece il suo massimo, ovvero due vittorie con bonus (47-22 alla Namibia e 48-7 al Canada, garantendosi quindi l'obiettivo minimo di qualificarsi alla Coppa del Mondo 2023; le sue aspirazioni furono però frustrate dagli Springbok al Shizuoka Stadium di Fukuroi: già costretta ad affrontare l'incontro in sofferenza per la perdita nel primo quarto d'ora di entrambi i piloni Simone Ferrari e Marco Riccioni, si dimostrò perfino storica riuscendo a limitare lo svantaggio sul 3-17 nel primo tempo).
Nel secondo tempo, invece, a causa di un grave errore di indisciplina, rimase in 14 dopo l'espulsione di Andrea Lovotti per un fallo inutile e potenzialmente pericoloso su Duane Vermeulen; i sudafricani marcarono altri 32 punti vincendo 49-3 di fatto azzerando qualsiasi speranza italiana di passare il turno.
Tuttavia l'incontro con gli All Blacks non ebbe mai luogo: a causa dell'alto rischio sulla sicurezza negli stadi del Giappone sudorientale costituito dall'uragano Hagibis che in quei giorni stava battendo la costa pacifica del Paese, World Rugby annullò tre incontri e li dichiarò terminati in parità 0-0 ai fini della classifica; tra di essi figuravano i due incontri finali del girone dell'Italia, tra Canada e Namibia e, appunto, tra gli Azzurri e i neozelandesi; a tutte le squadre interessate furono assegnati due punti in classifica.
Il risultato degli altri incontri annullati non cambiò nulla ai fini della qualificazione, ma quello dell'Italia sì, perché un'eventuale vittoria degli Azzurri, sia pure ritenuta altamente improbabile visto l'avversario, avrebbe permesso di accedere ai quarti di finale: il capitano italiano Sergio Parisse criticò pesantemente la decisione di annullare l'incontro asserendo che, pur conscio delle scarse o nulle possibilità di vittoria, la squadra meritava comunque di giocare la qualificazione sul campo, aggiungendo inoltre polemicamente che a parti invertite, avesse avuto la Nuova Zelanda necessità di punti, si sarebbe trovato il modo per far giocare la partita.
Il CT neozelandese Steve Hansen, nel comprendere le ragioni dell'Italia e convenendo che un giocatore desidera terminare il torneo sul campo da gioco, non su quello d'allenamento, aggiunse che le due squadre non avevano il potere di cambiare le cose, perché la situazione non era sotto il loro controllo.
Dal punto di vista statistico si trattò comunque del miglior mondiale dell'Italia, con due vittorie, una sconfitta e un pareggio, 12 punti e una differenza punti fatti / subiti positiva, situazione quest'ultima mai verificatasi.
Fu anche, per la quinta edizione consecutiva, l'ennesimo terzo posto nel girone dall'introduzione della formula a 5 squadre per gruppo.
Il 16 novembre successivo, con sei mesi d'anticipo sulla fine del suo contratto che scadeva dopo la fine del Sei Nazioni 2020, O'Shea rassegnò le dimissioni dall'incarico di CT.

### Il traghettatore Smith e la gestione Crowley

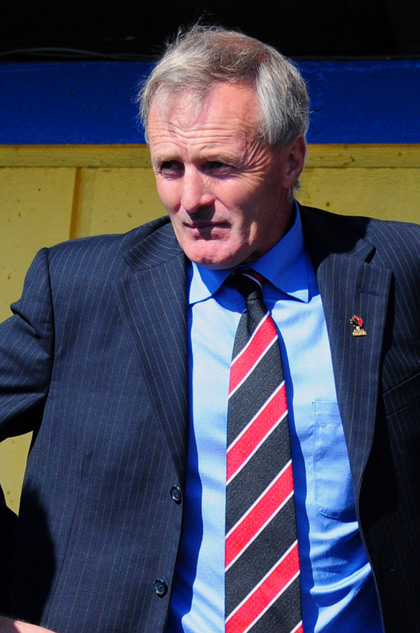
Kieran Crowley, dal novembre 2021 C.T. dell'Italia

A metà novembre 2019 il consiglio federale deliberò di affidare fino a luglio 2020 l'incarico di C.T. a Franco Smith, sudafricano, già presente nello staff tecnico del dimissionario O'Shea come allenatore in seconda; era quindi previsto che Smith dovesse seguire la squadra solo per le cinque gare del Sei Nazioni 2020.
Dopo tre partite di tale torneo, nel quale l'Italia era ancora a zero punti, giunse la sospensione di qualsiasi attività sportiva a seguito delle restrizioni di movimento imposte come misure di contrasto alla pandemia di COVID-19 con successivo annullamento di tutti i tour di metà anno e ricalendarizzazione del Sei Nazioni in autunno; nel frattempo, a maggio, la federazione aveva confermato Smith come commissario tecnico fino al 2024.
Alla ripresa del torneo giunsero ulteriori due sconfitte contro Irlanda e Inghilterra e, nella successiva Autumn Nations Cup, competizione una tantum ideata dal comitato organizzatore del Sei Nazioni, l'Italia giunse sesta dopo aver perso due partite su tre nel girone e vinto l'unica 28-0 a tavolino contro Figi, impossibilitata a presentarsi all'incontro per via della quarantena obbligatoria cui dovette sottoporsi; nella finale per il quinto posto perse 18-38 dal Galles.
Smith fu anche al timone del peggior Sei Nazioni della storia del rugby italiano, con un whitewash e -184 di differenza punti, oltre al nuovo record negativo contro la Scozia, vincitrice per 52-10 a Murrayfield nell'ultima giornata del torneo, che così sancì il sesto torneo consecutivo senza vittorie.
Smith lasciò l'incarico con 13 sconfitte in altrettante partite dirette: pochi giorni prima della fine del Sei Nazioni, infatti, l'assemblea della Federazione Italiana Rugby aveva posto fine alla governance di Alfredo Gavazzi ed eletto al suo posto, quale presidente, l'ex nazionale Marzio Innocenti, capitano azzurro alla Coppa del Mondo 1987; tra le prime iniziative del nuovo presidente vi fu quella di trasferire Smith dall'incarico di C.T. a quello di responsabile dello sviluppo federale del rugby d'alto livello e di affidare la squadra nazionale al neozelandese Kieran Crowley, già familiare al rugby italiano sia da giocatore, quando nei primi anni ottanta fu a Parma, che da allenatore con la guida tecnica del Benetton nelle stagioni precedenti alla nomina a C.T..
Il primo appuntamento dell'Italia con Crowley commissario tecnico fu il test match di fine anno 2021 contro la Nuova Zelanda allo stadio Olimpico di Roma, vinto 47-9 dagli All Blacks.
Del 20 novembre successivo è, invece, la prima vittoria della gestione Crowley e dell'era-Innocenti, un 17-10 all'Uruguay realizzato allo stadio Lanfranchi di Parma.

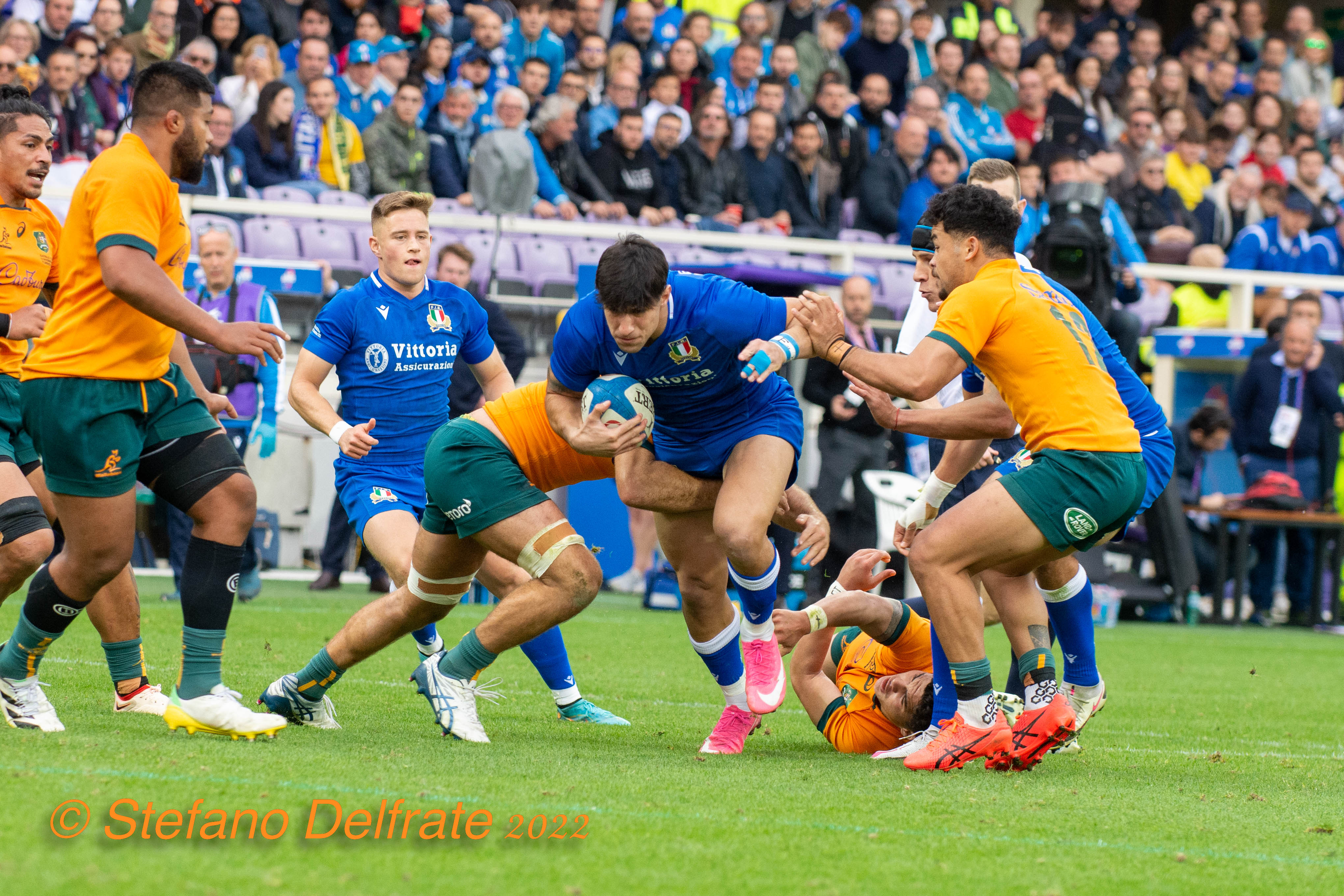
Fase di gioco della vittoriosa partita contro l' a Firenze nei test autunnali 2022

Nel corso del Sei Nazioni 2022 l'Italia interruppe la sequenza negativa che durava dalla gestione-Brunel nel 2015: ancora a zero punti dopo quattro incontri nonostante il ringiovanimento della squadra e il lancio di alcuni nuovi elementi di spessore tecnico come l'italo-francese Ange Capuozzo (due mete per lui contro la Scozia al debutto internazionale), giunse a Cardiff contro il Galles la prima vittoria dopo 36 sconfitte consecutive nel torneo, un 22-21 maturato proprio all'ultimo minuto di gioco.
Si tratta del secondo risultato utile in Galles dopo il pareggio 18-18 nel 2006 nonché la terza vittoria esterna dopo le due in Scozia nel 2007 e 2015.
Il successivo tour estivo si risolse in due vittorie consecutive, contro Portogallo a Lisbona e Romania a Bucarest, e una sconfitta a Batumi contro la Georgia, per la prima volta vittoriosa contro una squadra del primo livello mondiale.
L'anno si chiuse con due vittorie su tre test match autunnali: perentoria quella su Samoa, regolata a Padova con un 49-17 che alla fine del primo tempo era già 28-0, di misura ma storica quella di Firenze perché giunta contro l'Australia, mai battuta in precedenza ed ennesima avversaria del Tier 1 a cadere per mano azzurra, nell'occasione con il punteggio di 28-27.
Sconfitta invece nella terza partita contro i campioni del mondo del Sudafrica a Genova: a fronte di un primo tempo in cui gli Springbok conducevano solo 18-13, dilagarono nella ripresa facendo valere la loro maggiore forza fisica e chiusero 63-21.
Al termine dei test novembrini, l'Italia scalò due posizioni del ranking World Rugby attestandosi alla dodicesima posizione.

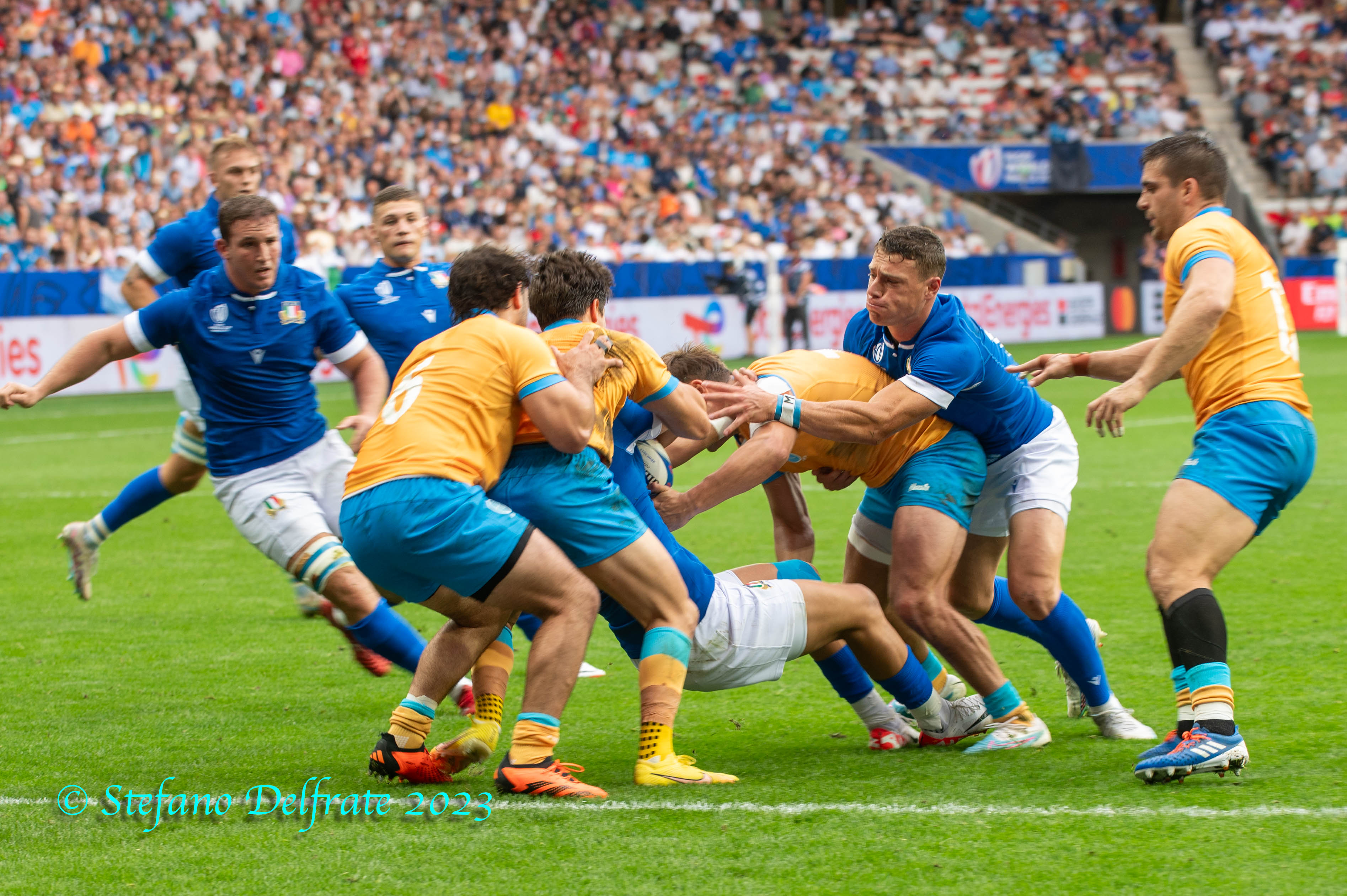
Fase di gioco tra Italia e a Nizza alla

Nonostante le buone prestazioni al Sei Nazioni successivo, gli Azzurri ottennero solo un punto in classifica grazie al bonus difensivo ottenuto in casa contro la Francia alla prima giornata; nonostante cinque sconfitte, il passivo massimo nel torneo fu contenuto a 17 punti, 14-31 contro l'Inghilterra a Twickenham nella seconda giornata.
I warm-up premondiali si risolsero in due sconfitte contro le avversarie del Sei Nazioni (13-25 contro la Scozia e 17-33 contro l'Irlanda) e due vittorie di peso contro Romania 57-7 e Giappone 42-21.
Alla Coppa del Mondo 2023 in Francia, la squadra di Crowley raggiunse l'obiettivo minimo della qualificazione al torneo 2027 battendo con bonus Namibia (52-8) e Uruguay (38-17 in rimonta con 31 punti nella ripresa).
Tuttavia contro gli All Blacks giunse un pesante rovescio per 17-96 da parte di una squadra che necessitava dei punti necessari per qualificarsi ai quarti di finale, avendo perduto l'incontro inaugurale contro la Francia; la stessa Francia batté l'Italia 60-7 nella partita che chiuse il cammino azzurro alla Coppa del Mondo 2023.
Al termine del torneo Crowley si dimise dall'incarico in anticipo sulla scadenza naturale del 31 dicembre, per essere sostituito dall'argentino Gonzalo Quesada, il cui ingaggio era stato annunciato dalla F.I.R. nel giugno precedente.

### Quesada e la nuova Italia nel Sei Nazioni
Con pochissime settimane di preparazione alle spalle (il primo raduno fu poco dopo Capodanno a Verona), e le due brutte sconfitte in Coppa del Mondo da superare, il CT argentino Quesada convocò buona parte del gruppo mondiale proveniente da Benetton e Zebre più qualche esordiente di prospettiva come il giovane Louis Lynagh, figlio dell'australiano Michael e italiano grazie a sua madre trevigiana.
La nazionale di Quesada esordì contro l'Inghilterra a Roma nella gara inaugurale del Sei Nazioni 2024: nonostante la sconfitta 24-27, comunque il miglior risultato di sempre degli Azzurri contro i britannici, il gioco messo in mostra dagli italiani permise di vincere quantomeno il confronto delle mete marcate (3 contro 2).
Nel successivo fine settimana, la partita teoricamente più difficile per l'Italia si rivelò tale anche in pratica, perché l'Irlanda si confermò tra le migliori squadre del ranking mondiale e vinse 36-0 senza discussioni; ciononostante, quella di Dublino fu l'ultima sconfitta del torneo per gli Azzurri che, a Villeneuve-d'Ascq, imposero infatti il pari 13-13 alla Francia, uscita imbattuta dal campo solo perché a tempo scaduto Paolo Garbisi tirò sul palo un calcio piazzato.

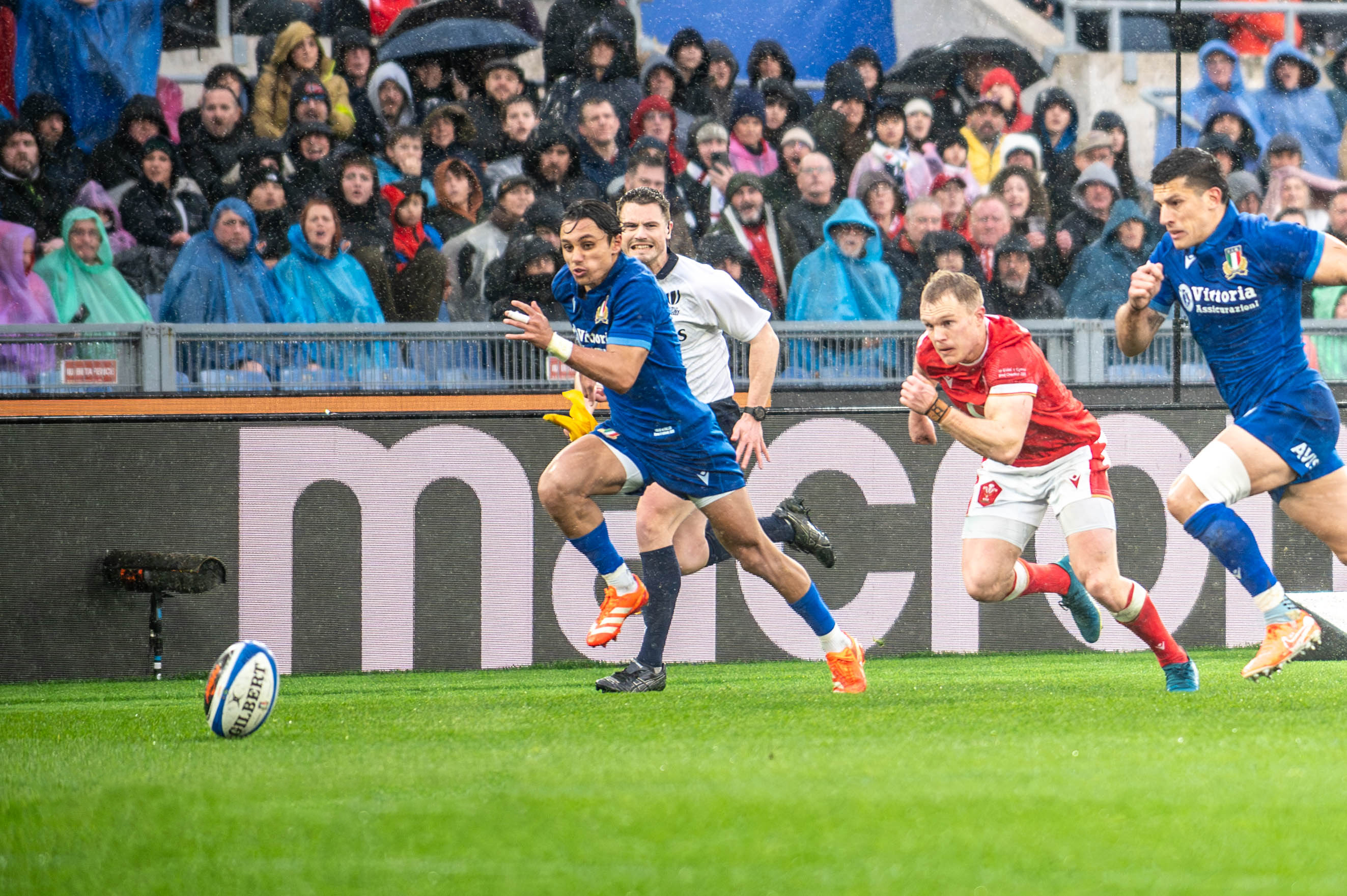
Ange Capuozzo contro il al Sei Nazioni 2025

A rendere storico il Sei Nazioni italiano concorsero le vittorie consecutive nelle ultime due giornate di torneo (mai successo in precedenza) contro Scozia e Galles, nonché, più in generale, i tre risultati utili consecutivi e gli 11 punti in classifica grazie ai quali gli Azzurri evitarono l'ultimo posto per la prima volta dal 2015.
Al termine del Sei Nazioni l'Italia raggiunse l'ottavo posto del ranking World Rugby, completando una scalata di sei posizioni nel corso dei trascorsi dodici mesi.
L'Italia concluse il Sei Nazioni 2025 al penultimo posto grazie a una vittoria sul Galles, la terza in quattro edizioni di torneo e statisticamente rilevante perché, con tale risultato, la formazione del Dragone raggiungeva la quattordicesima sconfitta consecutiva, peggiorando quindi il record detenuto proprio dalla squadra azzurra.
Grazie a tale risultato l'Italia evitò per la seconda volta consecutiva l'ultimo posto e per la terza di finire senza vittorie.
L'Italia concluse il Torneo 2025 al penultimo posto grazie a una vittoria sul Galles, la terza in quattro edizioni di torneo e statisticamente rilevante perché, con tale risultato, la formazione del Dragone raggiungeva la quattordicesima sconfitta consecutiva, peggiorando quindi il record detenuto proprio dalla squadra azzurra.
Grazie a tale risultato l'Italia evitò per la seconda volta consecutiva l'ultimo posto e per la terza di finire senza vittorie.

## Colori e simboli delle uniformi

Il fascio littorio a sostegno dello stemma di casa Savoia

La maglia della nazionale, come gran parte delle tenute degli sportivi che rappresentano l'Italia a livello internazionale, è azzurra, anche se la tonalità è spesso variata nel corso degli anni.
All'inizio della sua avventura internazionale, come del resto anche per quella della nazionale di calcio, gli atleti del rugby vestivano una maglia quasi completamente bianca, adottando poi più avanti un celestino sempre più carico fino ad arrivare al blu Savoia, che è il colore al quale si uniformarono generalmente le selezioni rappresentanti di qualsiasi disciplina sportiva.
Tale colore deriva da quello del bordo che circonda l'emblema di casa Savoia, all'epoca regnante in Italia.
A completare la tenuta, i calzettoni, che riprendono i colori della maglia, e i calzoncini, bianchi.
La tenuta alternativa è speculare alla prima: calzoncini azzurri, maglia e calzettoni bianchi.

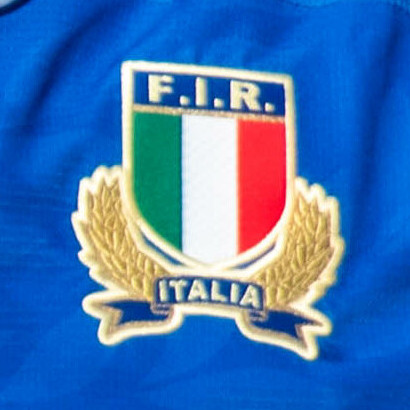
Lo stemma sulle maglie della nazionale nel 2023

Con il passare degli anni la tenuta, una volta stabilizzatasi sul colore, non ha subìto significativi cambiamenti di foggia: sostanzialmente la maglietta è sempre rimasta con il collo a "V" con un colletto bianco, e il suo colore è stato sempre di un azzurro scuro.
In anni più recenti l'allora sponsor tecnico della nazionale, la Kappa, aveva abbandonato il collo a V e introdotto un colore che si differenzia da quello di altre rappresentative nazionali, per esempio quella di calcio: laddove in quest'ultima l'azzurro tende più al blu, nel caso della nazionale di rugby vira più verso il celeste.
Da luglio 2017 lo sponsor tecnico della nazionale è la bolognese Macron, che firmò con la federazione un accordo di 8 anni fino al 30 giugno 2025; la prima delle maglie prodotte, rispetto alla consueta tenuta, presenta dei bordi dorati alle estremità delle maniche e sul bordo inferiore.

Il marchio federale usato dal 1946 al 1985

Macron rimpiazza Adidas, fornitore dell'Italia dal 2012 al 2017; benché ufficializzata solo a luglio la notizia era ufficiosamente nota dalla primavera precedente in quanto Adidas aveva espresso già dal 2014 l'intenzione di uscire dalle sponsorizzazioni rugbistiche e non rinnovarle, fatta eccezione per quella con gli All Blacks; già in passato, fino ai primi anni novanta, Adidas aveva equipaggiato la nazionale italiana, la quale vestiva le uniformi di tale fornitore durante la Coppa del Mondo di rugby 1987, in seguito poi i fornitori tecnici furono Lotto, Gilbert, Le Roc Sport, Reebok, Cotton Oxford solo nel 1999, Canterbury of New Zealand per il primo Sei Nazioni e dall'autunno 2000 a giugno 2012 la torinese Kappa.
Dal 23 gennaio 2007 all'estate 2018 lo sponsor di maglia della nazionale italiana fu l'istituto di credito Cariparma (già Cassa di Risparmio di Parma e Piacenza), facente capo dallo stesso anno al gruppo bancario francese Crédit Agricole, cui succedette, dal 2018 a metà 2021, Cattolica Assicurazioni.
Per la finestra dei test match di fine anno 2021 la F.I.R. siglò un accordo con la casa automobilistica giapponese Suzuki, il cui marchio sponsorizzò le maglie della squadra; per tutta la durata del Sei Nazioni 2022, altresì, lo sponsor di maglia fu la piattaforma austriaca digitale di investimento Bitpanda, all'epoca presente in Italia da poco più di sei mesi.
Lo sponsor in essere fino al 2024 è Vittoria Assicurazioni: dopo un accordo iniziale limitato ai tre test match dell'Autumn Nations Series 2022 (nome dato da World Rugby alla finestra internazionale degli incontri di fine anno tra nazionali) contro Samoa, Australia e Sudafrica, a gennaio 2023 è sopraggiunto un prolungamento di un anno e mezzo.
La nazionale disputò il suo primo incontro nel 1929, durante il regime fascista: il simbolo della squadra era lo stemma di casa Savoia affiancato da un fascio littorio ricamato in oro.
Tale fu il simbolo della nazionale di rugby e, più in generale, di qualsiasi rappresentativa sportiva italiana a livello internazionale, fino alla caduta del fascismo.
Con la successiva abrogazione della monarchia nel 1946 venne abbandonato anche l'emblema reale e adottato uno scudetto tricolore bordato d'oro sormontato dalla sigla "F.I.R" dorata su sfondo azzurro, che rimase in uso fino alla metà degli anni '90, venendo poi modificato con l'aggiunta di due fronde d'alloro al naturale intrecciate, caricate di un cartiglio azzurro bordato d'oro recante la scritta "ITALIA" in oro.  
Dal 1998 fino al 2001 il simbolo fu un ovale che richiamava un pallone da rugby formato da linee diagonali ondulate bianche, di cui tre linee nel centro componevano un tricolore. Il tutto completato dalla scritta "ITALIA RUGBY" in basso.
Dal 2001 al 2012 lo stemma tornò ad essere basato sullo scudetto tricolore bordato d'oro come in precedenza, ma le fronde d'alloro divennero blu bordate d'oro e fu invertita la posizione delle scritte ("ITALIA" in capo allo scudetto e "F.I.R." sul cartiglio inferiore).
Lo stemma venne rinnovato nel 2012, modificando i colori, migliorando il disegno delle fronde e dello scudo e invertendo nuovamente la posizione delle scritte, ed è quello attualmente in uso: uno scudetto tricolore bordato d'oro con in capo l'acronimo "F.I.R." d'oro in campo azzurro, sostenuto da due fronde d'alloro dorate, caricate di un cartiglio azzurro bordato d'oro recante la scritta "ITALIA" in oro.

## Stadio

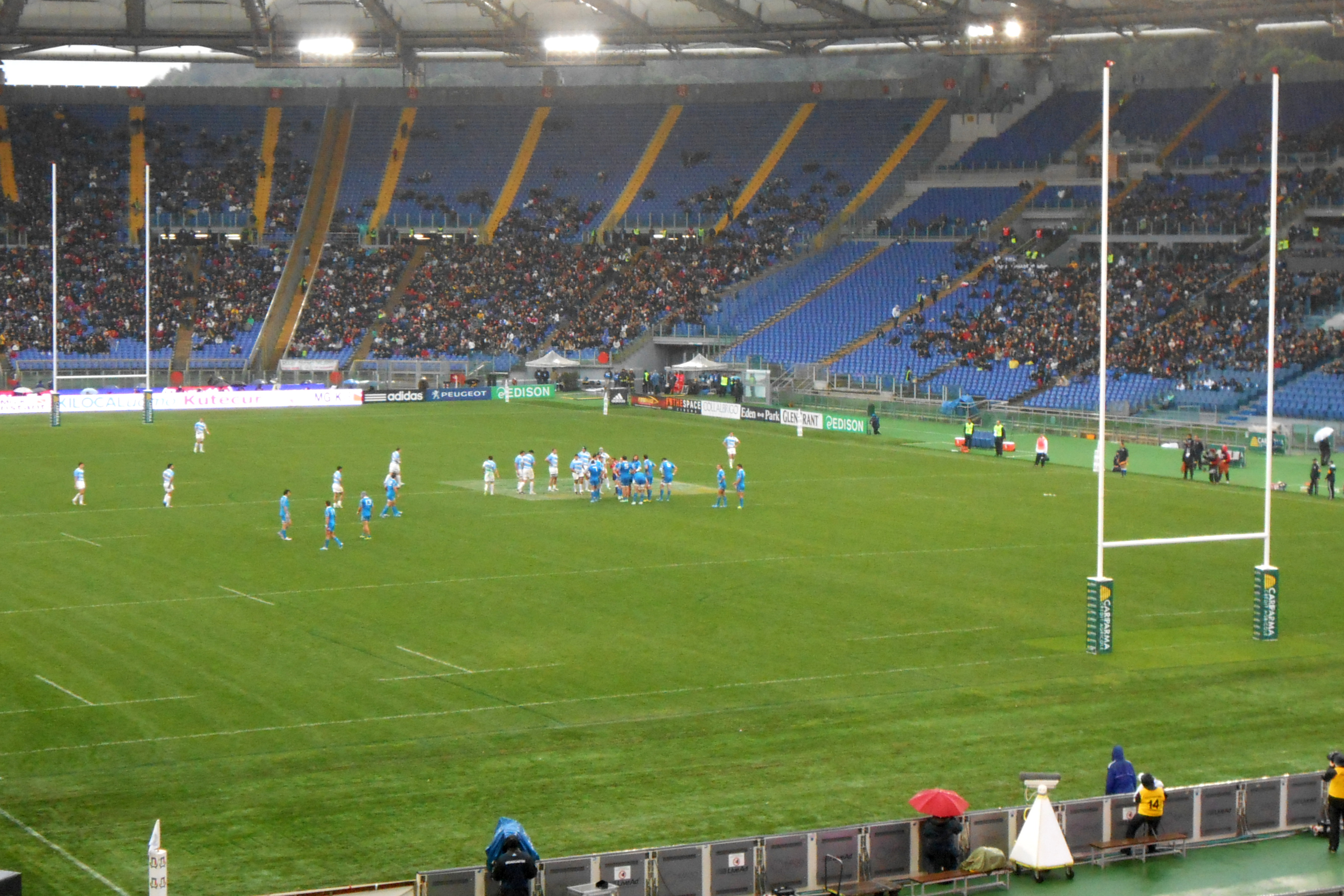
Il test match di fine 2013 tra Italia e allo stadio Olimpico di Roma

Dal Sei Nazioni 2012 l'Italia disputa le sue gare interne in tale torneo nello Stadio Olimpico di Roma.
Tale impianto, di uso prevalentemente calcistico, nel 1995 aveva ospitato l'incontro tra Italia e Sudafrica, valido come primo test match tra le due Nazionali e, un anno più tardi, tra Italia e Galles; nel 1954, quando era noto come Stadio dei Centomila, esso ospitò la finale di Coppa Europa tra Italia e Francia, con vittoria di questi ultimi per 39-12.
Dal 2000 al 2011 lo stadio di casa delle gare del Sei Nazioni fu, altresì, il Flaminio, che sorge a poche centinaia di metri dall'Olimpico; sull'area di tale impianto l'Italia giocò per la prima volta nel 1935 (nel preesistente Stadio Nazionale) per l'incontro con un XV della Francia non valido come test.
La F.I.R. decise lo spostamento all'Olimpico per mutate esigenze logistiche, in parte anche imposte dal comitato organizzatore del Sei Nazioni.

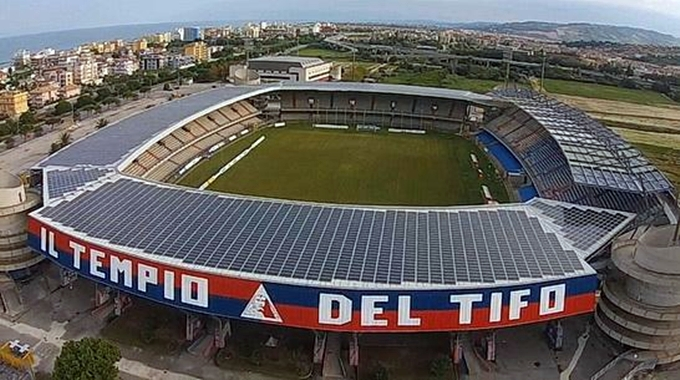
Il "Riviera delle Palme" di San Benedetto del Tronto, al 2021 il più recente stadio ad avere ospitato per la prima volta la nazionale

Il primo incontro interno in assoluto della nazionale fu disputato, come detto, nel 1930 all'Arena Civica di Milano.
Ancora nel 1935 la rappresentativa della Catalogna fu ospite allo Stadio della Nafta (oggi Carlini-Bollesan) di Genova.
Nel dopoguerra, frequentemente utilizzati furono Treviso (Stadio di Monigo), Rovigo (Comunale, poi rinominato Battaglini), Napoli (Arenaccia) e, più recentemente, L'Aquila (Fattori), Udine (Gerli), Bologna (Arcoveggio).
Anche Catania (Maria Goretti), più sporadicamente, ha ospitato incontri della nazionale.
A Padova, una delle capitali del rugby italiano, tre stadi hanno ospitato la nazionale: il Plebiscito, impianto di casa del Petrarca, l'Euganeo, costruito nel 1994 e impianto casalingo del Calcio Padova, e l'Appiani, storico impianto che ospitò nel 1977 il citato incontro tra il XV del Presidente e gli All Blacks.
Comunque, anche nell'era del Sei Nazioni, la nazionale ha affrontato test match in varie sedi: tra quelle non citate in precedenza Asti, Benevento, Biella, Monza, Parma e Prato (tali sedi soprattutto per gli incontri di qualificazione alla Coppa del Mondo).
Quello disputato il 15 novembre 2008 contro l'Argentina fu il primo test match della nazionale italiana a Torino, città nella quale non aveva mai giocato a livello ufficiale pur essendo lì nato il primo club italiano di rugby (e pur avendo singolarmente ospitato, nel 1952, il primo incontro interno della nazionale di rugby a 13); due anni più tardi (novembre 2010) anche Firenze, all'Artemio Franchi, ospitò per la prima volta gli Azzurri.
Lo stadio che più recentemente ospitò l'Italia per la prima volta è il citato "Riviera delle Palme" di San Benedetto del Tronto, sede di un test match tra Italia e Russia in preparazione della Coppa del Mondo del mese successivo.

## Statistiche
La nazionale italiana di rugby ha disputato al 30 settembre 2021 505 incontri (intendendo come tali quelli che abbiano conferito la presenza ai propri giocatori).
Di essi 42 non sono classificati come test match, intendendo che la squadra contro cui l'Italia giocò non concesse la presenza internazionale ai giocatori schierati.
Il record di presenze della nazionale appartiene a Sergio Parisse.
Questi vanta 142 presenze, con la partecipazione in cinque consecutive Coppe del Mondo, dal 2003 al 2019.
Il record di punti segnati è appannaggio dell'italo-argentino Diego Domínguez con 971 punti in 73 incontri.
Domínguez conta anche 27 punti marcati in precedenza con la nazionale dell'Argentina; la somma totale lo porta a detenere, al 30 settembre 2021, il posto di sesto miglior marcatore internazionale dopo il neozelandese Dan Carter (1385), l'inglese Jonny Wilkinson (1246), il gallese Neil Jenkins (1090), l'irlandese Ronan O’Gara (1077) e l'altro inglese Owen Farrell (1053, a tale data l'unico in attività tra i citati).
Infine, il record di mete appartiene a Marcello Cuttitta, con 25, seguìto da Paolo Vaccari con 22.
Entrambi facevano parte della squadra che vinse la Coppa FIRA nel 1997 sconfiggendo la Francia a Grenoble.
Al 2022 l'avversario incontrato più di frequente è la Francia, 44, con 3 vittorie e 41 sconfitte.
A parte le Isole Cook (un incontro), le uniche nazionali che l'Italia non è, al 2022, mai riuscita a battere sono Nuova Zelanda e Inghilterra.
Per quanto riguarda le altre squadre del Sei Nazioni, l'Italia vanta tre vittorie contro la Francia (una in finale di Coppa FIRA e altre due nel torneo), quattro vittorie contro l'Irlanda (una nel torneo), otto contro la Scozia (di cui una prima del Sei Nazioni) e tre contro il Galles (tutte nel Sei Nazioni).
Relativamente, infine, alle tre nazionali maggiori dell'Emisfero Sud, l'Italia vinse la prima volta contro una di esse il 19 novembre 2016 a Firenze, nel test match contro il Sudafrica terminato 20-18.

## Allenatori
Riepilogo dei commissari tecnici della nazionale al 28 dicembre 2022.
Nel conteggio dei risultati degli incontri non sono considerati quelli ottenuti per decisione degli organi competenti a seguito di annullamento gare.
| Nome                                                    | Dal               | Al                | G  | V  | N | P  | % V/G  |
| ------------------------------------------------------- | ----------------- | ----------------- | -- | -- | - | -- | ------ |
| Arnaldo Cortese John Thomas                             | 20 maggio 1929    | 20 maggio 1929    | 1  | 0  | 0 | 1  | 0,00   |
| Angelo Cameroni Luigi Bricchi                           | 29 maggio 1930    | 29 maggio 1930    | 1  | 1  | 0 | 0  | 100,00 |
| Luigi Bricchi                                           | 1º novembre 1932  | 26 dicembre 1934  | 4  | 3  | 0 | 1  | 75,00  |
| Luigi Bricchi Julien Saby                               | 26 dicembre 1934  | 7 aprile 1935     | 1  | 1  | 0 | 0  | 100,00 |
| Julien Saby                                             | 7 aprile 1935     | 14 maggio 1936    | 2  | 0  | 0 | 2  | 0,00   |
| Luigi Bricchi Michel Boucheron                          | 14 maggio 1936    | 16 maggio 1936    | 2  | 1  | 0 | 1  | 50,00  |
| Luigi Bricchi Julien Saby                               | 1º gennaio 1937   | 17 ottobre 1937   | 5  | 2  | 1 | 2  | 40,00  |
| Luigi Bricchi                                           | 6 marzo 1938      | 20 novembre 1938  | 1  | 0  | 0 | 1  | 0,00   |
| Luigi Bricchi Giuseppe Sessa                            | 20 novembre 1938  | 19 marzo 1940     | 2  | 1  | 0 | 1  | 50,00  |
| Romano Bonifazi                                         | 19 marzo 1940     | 9 febbraio 1941   | 2  | 1  | 0 | 1  | 50,00  |
| Luigi Bricchi Franco Chiaserotti                        | 9 febbraio 1941   | 2 maggio 1942     | ‒  | ‒  | ‒ | ‒  | ‒      |
| Luigi Bricchi Franco Chiaserotti                        | 2 maggio 1942     | 18 maggio 1947    | 1  | 1  | 0 | 0  | 100,00 |
| Tommaso Fattori                                         | 18 maggio 1947    | 27 marzo 1949     | 2  | 1  | 0 | 1  | 50,00  |
| Giorgio Briasco Antonio Radicini                        | 27 marzo 1949     | 26 febbraio 1950  | 2  | 0  | 0 | 2  | 0,00   |
| Romano Bonifazi                                         | 26 febbraio 1950  | 29 luglio 1950    | ‒  | ‒  | ‒ | ‒  | ‒      |
| Francesco Vinci                                         | 29 luglio 1950    | 4 ottobre 1950    | ‒  | ‒  | ‒ | ‒  | ‒      |
| Renzo Maffioli                                          | 4 ottobre 1950    | 25 febbraio 1951  | ‒  | ‒  | ‒ | ‒  | ‒      |
| Renzo Maffioli Julien Saby                              | 25 febbraio 1951  | 1º agosto 1954    | 9  | 6  | 0 | 3  | 66,66  |
| Piermarcello Farinelli Aldo Invernici Umberto Silvestri | 1º agosto 1954    | 22 dicembre 1956  | 8  | 5  | 0 | 3  | 62,50  |
| Giulio Fereoli Aldo Invernici Umberto Silvestri         | 22 dicembre 1956  | 8 dicembre 1957   | 2  | 1  | 0 | 1  | 50,00  |
| Sergio Barilari Aldo Invernici Umberto Silvestri        | 8 dicembre 1957   | 19 luglio 1958    | 1  | 0  | 0 | 1  | 0,00   |
| Sergio Barilari Mario Battaglini Aldo Invernici         | 19 luglio 1958    | 10 aprile 1960    | 2  | 1  | 0 | 1  | 50,00  |
| Sergio Barilari Romano Bonifazi                         | 10 aprile 1960    | 22 aprile 1962    | 4  | 2  | 0 | 2  | 50,00  |
| Aldo Invernici                                          | 22 aprile 1962    | 8 dicembre 1965   | 7  | 2  | 0 | 5  | 28,57  |
| Sergio Barilari Mario Martone                           | 8 dicembre 1965   | 28 ottobre 1967   | 7  | 3  | 1 | 3  | 42,85  |
| Aldo Invernici                                          | 28 ottobre 1967   | 24 maggio 1970    | 8  | 7  | 0 | 1  | 87,50  |
| Giordano Campice                                        | 24 maggio 1970    | 25 ottobre 1970   | 2  | 2  | 0 | 0  | 100,00 |
| Sergio Barilari                                         | 25 ottobre 1970   | 10 aprile 1971    | 3  | 0  | 0 | 3  | 0,00   |
| Memo Geremia                                            | 11 aprile 1971    | 27 maggio 1971    | 1  | 0  | 0 | 1  | 0,00   |
| Aldo Invernici                                          | 28 maggio 1971    | 19 febbraio 1972  | ‒  | ‒  | ‒ | ‒  | ‒      |
| Umberto Levorato                                        | 20 febbraio 1972  | 25 novembre 1972  | 4  | 1  | 2 | 1  | 25,00  |
| Gianni Villa                                            | 26 novembre 1972  | 14 febbraio 1975  | 20 | 6  | 1 | 13 | 30,00  |
| Roy Bish                                                | 15 febbraio 1975  | 1º aprile 1977    | 15 | 8  | 1 | 6  | 53,33  |
| Isidoro Quaglio                                         | 2 aprile 1977     | 1º maggio 1977    | 2  | 1  | 0 | 1  | 50,00  |
| Gwyn Evans                                              | 23 ottobre 1977   | 23 ottobre 1978   | 5  | 1  | 1 | 3  | 20,00  |
| Pierre Villepreux                                       | 24 ottobre 1978   | 24 ottobre 1981   | 24 | 10 | 1 | 13 | 41,66  |
| Paolo Paladini Marco Pulli                              | 25 ottobre 1981   | 9 novembre 1985   | 28 | 16 | 2 | 10 | 57,14  |
| Marco Bollesan                                          | 10 novembre 1985  | 4 novembre 1988   | 19 | 7  | 1 | 11 | 36,84  |
| Loreto Cucchiarelli                                     | 5 novembre 1988   | 29 settembre 1989 | 7  | 1  | 0 | 6  | 14,28  |
| Bertrand Fourcade                                       | 30 settembre 1989 | 30 agosto 1993    | 29 | 17 | 0 | 12 | 58,62  |
| Georges Coste                                           | 31 agosto 1993    | 19 giugno 1999    | 48 | 19 | 1 | 28 | 39,58  |
| Massimo Mascioletti                                     | 20 giugno 1999    | 4 febbraio 2000   | 5  | 2  | 0 | 3  | 40,00  |
| Brad Johnstone                                          | 5 febbraio 2000   | 26 aprile 2002    | 27 | 5  | 0 | 22 | 18,51  |
| John Kirwan                                             | 27 aprile 2002    | 18 aprile 2005    | 32 | 10 | 0 | 22 | 31,25  |
| Pierre Berbizier                                        | 19 aprile 2005    | 30 settembre 2007 | 30 | 12 | 1 | 17 | 40,00  |
| Nick Mallett                                            | 3 ottobre 2007    | 2 ottobre 2011    | 42 | 9  | 0 | 33 | 21,42  |
| Jacques Brunel                                          | 3 ottobre 2011    | 21 marzo 2016     | 50 | 11 | 0 | 39 | 22,00  |
| Conor O’Shea                                            | 26 maggio 2016    | 16 novembre 2019  | 40 | 9  | 0 | 31 | 22,5   |
| Franco Smith                                            | 21 novembre 2019  | 30 giugno 2021    | 13 | 0  | 0 | 13 | 0,00   |
| Kieran Crowley                                          | 1º luglio 2021    | 31 dicembre 2023  | 27 | 10 | 0 | 17 | 37,03  |
| Gonzalo Quesada                                         | 1º gennaio 2024   | ‒                 | 13 | 6  | 1 | 6  | 46,15  |

## Palmarès
- Coppa FIRA : 1
1995-97